# 2020
سنة 2020 (بالأرقام الرومانية: MMXX) هي سنة كبيسة بدأت يوم الأربعاء (الرابط يظهر نموذج الجدول الزمني الكامل للسنة) من التقويم الغريغوري. وهي السنة 2020 بعد الميلاد والسنة 20 في الألفية الثالثة والقرن الواحد والعشرين والسنة الأولى في عقد 2020.

## أحداث

### يناير/كانون الثاني
- 1 يناير - تستمر حرائق غابات أستراليا، حيث اضطر آلاف الأشخاص للاحتماء بشواطئ جنوب شرق أستراليا هربا من الحرائق العنيفة التي تجتاح هذه المنطقة السياحية.[4]
- 2 يناير -
  - مصرع رئيس أركان الجيش التايواني و7 ضباط كبار في تحطم مروحية عسكرية.
  - البرلمان التركي يصدق على طلب الرئاسة تفويض الحكومة لتقديم دعم متنوع يشمل إرسال قوات إلى ليبيا.
  - وصل النجم السويدي زلاتان إبراهيموفيتش، إلى مدينة ميلانو، تمهيدا لإتمام انتقاله لصفوف نادي إيه سي ميلان وبداية فترته الثانية مع الفريق الإيطالي.
  - مقتل 18 شخصا من العسكريين والمدنيين في حادث سقوط طائرة قرب مدينة الجنينة عاصمة ولاية غرب دارفور الواقعة غربي السودان.[5]
- 3 يناير
  - مقتل قائد فيلق القدس الإيراني قاسم سليماني برفقة أبي مهدي المهندس أحد قيادات الحشد الشعبي في غارة جوية أمريكية استهدفت موكبًا في مطار بغداد الدولي.
  - المرشد الإيراني يُعيّن الجنرال إسماعيل قآني قائداً جديداً لفيلق القدس خلفاً لقاسم سليماني.
  - باريس: الأمن الفرنسي يقتل رجلا بعد قتل آخر طعنا بسكين في ضاحيتي فيلجويف ولاهاي لي روز جنوب باريس.
- 8 يناير –
  - الحرس الثوري الإيراني ينفذ ضربات صاروخية قبل الفجر، ضد قاعدتين عسكريتين بهما قوات أمريكية في العراق.
  - تحطُّم طائرة رحلة الخطوط الجوية الدولية الأوكرانية 752 بُعيد إقلاعها بِفترةٍ قصيرةٍ من طهران، ومقتل جميع الرُكَّاب على متنها، البالغ عددهم 176 شخصًا.
- 11 يناير -
  - الانتخابات الرئاسية التايوانية
  - 11 يناير تولي الحكم السلطان هيثم بن طارق آل سعيد وذلك بعد وفاة السلطان قابوس بن سعيد عن عمر يناهز 80 عاماً خلفاً له.
- 13 يناير -
  - أدى أعضاء الحكومة الائتلافية الإسبانية الجديدة(بالإنجليزية)، أمام العاهل الإسباني الملك فيليبي السادس بالقصر الملكي «لا ثارثويلا» في مدريد، اليمين الدستوري.
  - احتجاجات في طهران ومدن إيرانية عدة على خلفية إسقاط الطائرة الأوكرانية وتنديدا بسياسات النظام الإيراني.
  - سلطات الفلبين تقرر السماح باستئناف الرحلات الجوية جزئيا في مطار العاصمة مانيلا بعد إغلاقه بسبب ثوران بركان تال.
- 15 يناير - الحكومة الروسية تستقيل بعد إعلان فلاديمير بوتين عن خطط لتعديلات دستورية.
- 16 يناير -
  - مجلس الدوما يمنح الثقة لـميخائيل ميشوستين رئيسا للحكومة الروسية خلفا لـدميتري ميدفيديف.
  - أعضاء مجلس الشيوخ الأمريكي يؤدون اليمين أمام رئيس المحكمة العليا تمهيدا لبدء محاكمة الرئيس دونالد ترامب.
  - وفاة الممثلة المصرية ماجدة عن عمر ناهز 89 عامًا.
- 18 يناير -
  - قالت الشرطة الصومالية إن سيارة مفخخة انفجرت مستهدفة مجموعة من المتعاقدين الأتراك بمدينة أفجوي شمال غربي العاصمة مقديشو، بينما أعلنت حركة الشباب المجاهدين مسؤوليتها عن التفجير.
  - لبنان مواجهات بين المحتجين وقوات الأمن بمحيط البرلمان وسط بيروت.
  - إليزابيث الثانية ملكة بريطانيا تعلن رسمياً إلغاء كافة الألقاب والأمتيازات الملكية من الأمير هاري وزوجته ميجان دوق ودوقة ساسكس.
- 20 يناير -
  - الرئيس التونسي قيس سعيد يكلف وزير المالية السابق والقيادي بحزب التكتل إلياس الفخفاخ بتشكيل الحكومة الجديدة.
  - وفاة 3 أشخاص بفيروس رئوي مجهول وإصابة عشرات في مناطق عدة من الصين.
  - السودان: قُتل 7 أشخاص وأصيب 25 آخرون جراء انفجار قنبلة يدوية من نوع «قرنيت» في منطقة الشقلة، محطة القلابات بمحلية شرق النيل.
- 21 يناير -
  - الإعلان عن تشكيل الحكومة اللبنانية السادسة والسبعين بعد الاستقلال لِتكون أوَّل حكومة في تاريخ لُبنان مُكوَّنة من أكاديميين وأخصائيين، بعد استقالة الحكومة السابقة نتيجة الاحتجاجات الواسعة.
- 22 يناير -
  - انتشار سلالةٍ جديدةٍ من فيروس كورونا في الصين، مؤديًا لوفاة أكثر من 80 شخصًا، وإصابة أكثر من 2000 آخرين.
- 24 يناير -
  - زلزال بقوة 6.7 درجة يضرب ولاية معمورة العزيز في شرق الأناضول في تركيا، ووفاة 22 شخصًا وإصابة المئات.
- 26 يناير -
  - وفاة لاعب كرة السلة الأمريكي كوبي براينت إثر تحطم طائرته في كالاباساس في ولاية كاليفورنيا.
- 28 يناير -
  - أمير قطر الشيخ تميم بن حمد يقبل استقالة رئيس الوزراء عبد الله بن ناصر، ويُعين خالد بن خليفة خلفًا له ووزيرًا للداخلية.
  - الرئيس الأمريكي دونالد ترامب يُعلن في مؤتمرٍ صحفيٍّ مُشتركٍ مع رئيس الوزراء الإسرائيلي بنيامين نتنياهو، إطلاق صفقة القرن، وسط استنكاراتٍ عربيَّة وإسلاميَّة ودوليَّة.
- 31 يناير -
  - المملكة المتحدة تنسحب من الاتحاد الأوروپي بعد 47 سنة من العُضويَّة، لتبدأ فترة انتقالية من 11 شهرًا.
  - منظمة الصحة العالمية تعلن أن فيروس كورونا أصبح يمثل حالة طوارئ صحية عالمية، وذلك مع ظهور حالات إصابة في دول أخرى غير الصين.

### فبراير/شباط
- 3 فبراير – المحكمة الدستورية المالاوية تلغي نتائج الانتخابات العامة لعام 2019 التي فاز بها الرئيس بيتر موثاريكا، وتأمر بإجراء انتخابات جديدة.
- 4 فبراير – وفاة الممثلة المصرية نادية لطفي عن عمر 83 عامًا.
- 5-4 فبراير – وفاة 41 شخصًا وإصابة 84 آخرين في انهيارين ثلجيين متتاليين شرق مقاطعة وان في تركيا.
- 5 فبراير – مجلس الشيوخ الأمريكي يُبرئ الرئيس دونالد ترامب من تهمتي إساءة استخدام السلطة وعرقلة عمل الكونغرس.
- 8 فبراير – مقتل 29 شخصًا وإصابة أكثر من 58 آخرين بعد أن أطلق ضابطٌ في الجيش الملكي التايلندي النار عشوائيًّا على مدنيين في ناخون راتشاسيما.
- 9 فبراير – الفيلم الكوري طفيلي يفوز بأوسكار أفضل فيلم، خواكين فينيكس أفضل ممثل، رينيه زيلويغر أفضل ممثلة، وذلك ضمن حفل توزيع جوائز الأوسكار الثاني والتسعين.
- 19 فبراير – مقتل 10 أشخاص وإصابة 5 آخرين بجروح إثر هجوم مسلّح قام به ألماني يميني مُتطرِّف استهدف مقهيين في مدينة هاناو في ولاية هسن الألمانية، قبل أن تعثر عليه الشُرطة ميتًا في منزله.
- 26-24 فبراير – مقتل 27 وإصابة 190 شخصًا في أعمال شغب في شمال شرقي دلهي في الهند، إثر مهاجمة أنصار حزب بهاراتيا جاناتا للمتظاهرين المناوئين لتعديل قانون المواطنة.
- 25 فبراير – وفاة الرئيس المصري الأسبق محمد حسني مبارك عن عمر ناهز 92 عامًا.
- 27 فبراير – الحكومة التونسية الجديدة برئاسة إلياس الفخفاخ تؤدي اليمين الدستورية أمام الرئيس قيس سعيد.
- 29 فبراير - الانتخابات البرلمانية السلوفاكية

### مارس/أذار
- 18 مارس – زلزال بقوة 5.7 على مقياس ريختر يضرب الولايات المتحدة.
- 24 مارس – اللجنة الأولمبية الدولية تقرر تأجيل دورة الألعاب الأولمبية الصيفية في طوكيو إلى سنة 2021 بسبب جائحة فيروس كورونا.
- 27 مارس – وفاة الممثل المصري جورج سيدهم عن عمر ناهز 82 عامًا.
- 28 مارس – وفاة الفدائية الفلسطينية تيريزا هلسة عن عمر ناهز 66 عامًا.
- 29 مارس - وفاة الممثل الكويتي سليمان الياسين عن عمر ناهز 70 عامًا.
- 30 مارس – سرقة لوحة حديقة القسيس في نيونيين للرسام العالمي فان جوخ في يوم ميلاده، من متحف سينجر لارين في مدينة لارين في شمالي هولندا.
- 31 مارس – وفاة عبد الحليم خدام، نائب الرئيس السوري الأسبق، عن عمر ناهز 88 عامًا.

### أبريل/نيسان
- 3 أبريل – عدد الإصابات المؤكدة بجائحة فيروس كورونا يتخطّى حاجز المليون شخص حول العالم، من بينهم أكثر من 54 ألف حالة وفاة وحوالي 218 ألف حالة تماثلت للشفاء.
- 9 أبريل – الرئيس العراقي برهم صالح يكلف رئيس المخابرات مصطفى الكاظمي بتشكيل الحكومة.
- 19 أبريل – مقتل 23 شخصًا وإصابة ثلاثة آخرين في سلسلة عمليات إطلاق نار نُفِذت من قبل شخص واحد في 16 موقعًا في مقاطعة نوفا سكوشا الكندية.
- 27 أبريل – عدد الإصابات المؤكدة بجائحة فيروس كورونا يتخطّى حاجز الثلاثة ملايين شخص حول العالم، من بينهم أكثر من 211 ألف حالة وفاة وحوالي 893 ألف حالة تماثلت للشفاء.

### مايو/أيار
- 7 مايو - علماء الفلك يعلنون عن اكتشاف أول ثقب أسود قريب من الأرض في نظام النجوم يحمل اسم HR 6819 ويمكن رؤيته بالعين المجردة.
- 10 مايو -
  - إصابة سفينة الدعم الإيرانية كُنارك بنيران صديقة أُطلقت بواسطة الفرقاطة جماران أثناء مناورات للبحرية الإيرانية في خليج عُمان، في حادث خلّف 19 قتيلًا من طاقمها.
  - أفيانكا ثاني أقدم شركة طيران في العالم تعلن عن إفلاسها بسبب جائحة كورونا نتيجة توقف الطيران وتراكم الديون.
  - عدد الإصابات المؤكدة بجائحة فيروس كورونا يتخطّى حاجز الأربعة ملايين شخص حول العالم، من بينهم أكثر من 279 ألف حالة وفاة وحوالي مليون و375 ألف حالة تماثلت للشفاء.
- 12 مايو -أفغانستان مقتل 24 شخصا وإصابة 65 آخرين في هجوم انتحاري استهدف صلاة جنازة لقائد شرطة محلية بولاية ننكرهار شرق البلاد.
- 17 مايو - الكنيست الإسرائيلي يمنح الثقة للحكومة الجديدة بأغلبية 73 صوتا.
- 25 مايو - وفاة المواطن الأمريكي جورج فلويد إثر ضغط الضابط على رقبتهِ لمدة سبع دقائق حتى وفاتهِ مما أدى إلى حصول فوضى عارمة في أمريكا من قبل الشعب.
- 26 مايو - احتجاجات وأعمال شغب في مينابولس ومناطق أخرى في الولايات المتحدة الأمريكية بسبب مقتل جورج فلويد.
- 30 مايو -
  - انطلاق أول مهمة مأهولة بطاقم لمركبة دراجون 2، المصنعة بواسطة سبيس إكس، متجهة إلى محطة الفضاء الدولية.
  - 30 مايو - وفاة الفنان حسن حسني إثر نوبة قلبية مفاجئة عن عمر ناهز 89 عامًا.

### يونيو/حزيران
- 6 يونيو - وفاة رمضان شلح أحد مؤسسي حركة الجهاد الإسلامي في فلسطين عن عمرٍ ناهز 62 عامًا.
- 8 يونيو - وفاة رئيس جمهورية بوروندي بيير نكورونزيزا عن عمرٍ ناهز 55 عامًا.
- 14 يونيو - قوات الأمن المصرية تعتقل الكاتب الصحفي المعارض محمد منير وتقتاده إلى جهة غير معروفة.
- 15 يونيو -
  - الهند تُعلن مقتل 3 من جنودها بينهم ضابط في مواجهة مع القوات صينية في منطقة لاداخ الحدودية المتنازع عليها.
  - كوريا الشمالية فجرت مكتب الإتصال المشترك بين الكوريتين في منطقة كيسونغ الحدودية.
- 16 يونيو - مقتل ما لا يقل عن عشرين جنديًّا هنديًّا خلال مناوشاتٍ على طول خط السيطرة الفعلية بين الصين والهند.
- 18 يونيو - إنتخاب كينيا والهند والمكسيك وأيرلندا والنرويج أعضاءً غير دائمين في مجلس الأمن التابع للأمم المتحدة ابتداءً من عام 2021.
- 20 يونيو - بريطانيا: ثلاثة قتلى طعناً بسكين في ريدينغ غربي لندن والشرطة تعتقل ليبياً وتعتبر الهجوم “إرهابياً”.
- 21 يونيو -
  - وفاة نجم كرة القدم العراقي أحمد راضي عن عمرٍ ناهز 56 عامًا، جراء إصابته بجائحة فيروس كورونا.
  - كسوف شمسي لوحظ بوسط وشرق أفريقيا وجنوب الجزيرة العربية وجنوب آسيا.
- 28 يونيو - عدد الإصابات المؤكدة بجائحة كورونا يتخطّى حاجز العشرة ملايين شخص حول العالم، من بينهم أكثر من 499 ألف حالة وفاة وحوالي خمسة ملايين و69 ألف حالة تماثلت للشفاء.
- 30 يونيو - البرلمان الصيني يُقّر قانون الأمن الوطني في هونغ كونغ، متجاوزًا مجلسها التشريعي.

### يوليو/تموز
- 1 يوليو -
  - إثيوبيا: مقتل 50 شخصا خلال احتجاجات على مقتل الشاعر هاشالو هونديسا من قومية الأورومو.
  - الحكم بالسجن 12 عاما على رئيسي الوزراء الجزائريين السابقين أحمد أويحيى وعبد المالك سلال في قضايا فساد.
- 2 يوليو -
  - مقتل ما يزيد عن 162 وإصابة 54 شخصًا في انهيار أرضي في منجم باكنات جيد في ميانمار، إثر هطول الأمطار.
  - النتائج النهائية لاستفتاء تعديل الدستور الروسي تظهر موافقة 78% من إجمالي المشاركين، وقد بلغت نسبة الإقبال العام على الاستفتاء 67.88% من إجمالي الناخبين المسجلين.
- 3 يوليو - الجزائر تستعيد رفات 24 من قادة المقاومة الشعبية إبان الإحتلال الفرنسي بعد 174 عاما.
- 4 يوليو -
  - عدد الإصابات المؤكدة بجائحة كورونا يتخطّى حاجز 11 مليون شخص حول العالم، من بينهم أكثر من 523 ألف حالة وفاة وحوالي خمسة ملايين و830 ألف حالة تماثلت للشفاء.
  - مقتل ما لا يقل عن 50 شخصًا جرّاء فيضانات ضربت محافظتي كوماموتو وكاغوشيما في جزيرة كيوشو اليابانية.
- 5 يوليو - وفاة الفنانة المصرية رجاء الجداوي عن عمر ناهز 85 عامًا، متأثرة بإصابتها بفيروس كورونا.
- 7 يوليو -
  - العراق: تشييع جثمان المحلل السياسي والأمني هشام الهاشمي الذي اغتيل على يد مجهولين قرب منزله في بغداد.
  - الرئيس البرازيلي جايير بولسونارو يُعلن إصابته بفيروس كورونا.
- 9 يوليو - تقدم وزراء الحكومة السودانية باستقالة جماعية لرئيس الوزراء السوداني، عبد الله حمدوك تمهيدًا لتشكيل الحكومة الجديدة.
- 10 يوليو - المحكمة الإدارية العُليا في تُركيَّا تقضي بِإلغاء وضع آيا صوفيا كمتحف وإعادة العمل به كمسجدٍ جامع بعد نحو 86 سنة من إيقاف الصلاة فيه.
- 11 يوليو - سقوط قتيل ونحو عشرين جريحا في مظاهرات شهدتها عاصمة مالي باماكو تطالب بتنحي الرئيس بدعوى الفساد والفشل في إدارة البلاد.
- 12 يوليو - حريق هائل في سوق توشكي بمدينة حلوان جنوب العاصمة القاهرة.
- 13 يوليو - مقتل 4 جنود أذريين في اشتباكات وقصف متبادل مع القوات الأرمينية في المنطقة الحدودية المتنازع عليها.
- 15 يوليو - اختراق النظام الأمني لموقع تويتر، واستخدام حسابات بعض المشاهير بهدف الاحتيال لجمع عملة البيتكوين، وقُدّرت خسائر ضحايا العملية بأكثر من مائة ألف دولار، بينما هبط سعر أسهم شركة تويتر بنسبة %4.
- 19 يوليو - وفاة وزير الدفاع العراقي الأسبق سلطان هاشم، إثر جلطة قلبية أصابته في المعتقل، عن عمر ناهز 75 عامًا.
- 19 يوليو - انطلاق مسبار الأمل إلى المريخ من مركز تانيغاشيما الفضائي في اليابان، في أوّلِ مهمة عربية وإماراتية من نوعها لاستكشاف الكوكب الأحمر.
- 21 يوليو - إثيوبيا تُعلن عن اكتمال المرحلة الأولى من ملء خزان سد النهضة، دون التوصّل إلى اتفاق مع مصر والسودان، والحكومة السودانية تكشف عن تراجع منسوب مياه النيل الأزرق بما يعادل 90 مليون متر مكعب.
- 23 يوليو - إطلاق مهمة تيان وين-1 الصينية، والتي تحمل مسبارًا مداريًّا وعربة مسيرة إلى المريخ.
- 24 يوليو - إقامة صلاة الجمعة في آيا صوفيا بإسطنبول للمرة الأولى منذ 86 عاما وسط احتفاء رسمي وشعبي كبير بقرار قضائي بإعادته جامعا.
- 28 يوليو - إدانة رئيس الوزراء الماليزي السابق نجيب عبد الرزاق في جميع التهم السبعة الموجهة إليه خلال المحاكمة الأولى بخصوص فضيحة صندوق وان إم دي بي السيادي.

### أغسطس/آب
- 1 أغسطس - انهيار سد بوط على النيل الأزرق في السودان أدى إلى تضرر أكثر من 600 منزل بالمنطقة.
- 2 أغسطس - أمطار غزيرة في محافظات مأرب وأبين والضالع اليمنية تتسبب في تشريد أكثر من 1300 أسرة نازحة.
- 3 أغسطس - العاهل الإسباني السابق خوان كارلوس يغادر بلاده بعد فتح تحقيق حول تلقيه مائة مليون دولار من السعودية.
- 4 أغسطس - انفجار ضخم في مرفأ بيروت يُلحق أضرارًا جسيمة في أرجاء بيروت، وسُمع دويه في الدول المجاورة للبنان، مخلفًا عشرات القتلى وآلاف الجرحى وعدد غير معلوم من المفقودين.
- 5 أغسطس - وزير الصحة والخدمات الإنسانية الأمريكي أليكس عازار يقوم بزيارة رسمية إلى تايوان، وهي أول زيارة له منذ 1979.
- 6 أغسطس - قدم رئيس الوزراء الموريتاني، إسماعيل ولد بده ولد الشيخ سيديا استقالة حكومته بعد عام على تعيينه، وجرى تكليف محمد ولد بلال بتشكيل الحكومة.
- 7 أغسطس - مقتل ما لا يقل عن 17 شخصًا في انشطار طائرة تابعة لشركة إير إنديا إكسبرس بعد تجاوزها المدرج خلال الهبوط في مطار كاليكوت.
- 9 أغسطس -
  - أعلنت وزيرة الإعلام اللبنانية منال عبد الصمد، استقالتها من الحكومة على خلفية كارثة انفجار مرفأ بيروت.
  - استقالة وزير البيئة اللبناني دوميانوس قطار من الحكومة.
- 10 أغسطس - اندلاع احتجاجات مؤيدة للديمقراطية في بيلاروسيا وسط التنازع على إعادة انتخاب الرئيس ألكسندر لوكاشينكو.
  - رئيس الحكومة اللُبنانيَّة حسان دياب يُعلن استقالة حُكُومته على خلفيَّة انفجار مرفأ بيروت قبل نحو أُسبوع وعلى وقع مُظاهرات عنيفة تُطالب بِمُعاقبة المسؤولين.
- 11 أغسطس - عدد الإصابات المؤكدة بجائحة كورونا يتخطّى حاجز 20 مليون شخص حول العالم، من بينهم أكثر من 736 ألف حالة وفاة وحوالي 12 مليون و281 ألف حالة تماثلت للشفاء.
- 13 أغسطس - إسرائيل والإمارات العربية المتحدة توقعان معاهدة سلام لتطبيع العلاقات بين البلدين.
- 13 أغسطس - وفاة السياسي المصري عصام العريان في محبسه إثر أزمة قلبية، عن عمر ناهز 66 عامًا.
- 14 أغسطس - وفاة المُمثلة المصريَّة شويكار عن 83 سنة.
- 18 أغسطس -
  - المحكمة الدولية الخاصة بلبنان تصدر حكمها بإدانة سليم عياش ضمن قائمة المتهمين، في قضية اغتيال رئيس الوزراء اللبناني الأسبق رفيق الحريري.
  - الرئيس المالي إبراهيم أبو بكر كيتا يعلن استقالته وحل الحكومة بعد اعتقاله في انقلاب عسكري تبع أشهرًا من الاحتجاجات.
- 18 أغسطس - أبل أول شركة أمريكية تصل قيمتها السوقية إلى تريليوني دولار.
- 22 أغسطس - وصول المعارض الروسي أليكسي نافالني إلى ألمانيا وهو في حالة غيبوبة لتلقي العلاج بعد أن تعرض في روسيا لتسمم معتمد.
- 23 أغسطس - بايرن ميونخ الألماني يحقق بطولة دوري أبطال أوروبا للمرة السادسة في تاريخه بعد فوزه 1-0 على باريس سان جيرمان في النهائي.
- 24 أغسطس - تفجيران في بلدة جولو بالفلپين يوقعان 15 قتيلًا ونحو 75 جريحًا واشتباهٌ بِأن تكون جماعة أبي سيَّاف خلف هذا العمل.
- 25 أغسطس - اللجنة الإقليمية الأفريقية للإشهاد، التابعة لِمُنظَّمة الصحة العالميَّة، تُعلن اكتمال استئصال شلل الأطفال في أفريقيا.
- 26 أغسطس - تحوّل إعصار لورا إلى الدرجة الرابعة بعد وصوله إلى سواحل لويزيانا وخليج المكسيك، مُخلفًا 28 قتيلًا، 21 منهم في هايتي، وإجلاء نصف مليون نسمة في كوبا والولايات المتحدة وعدة مناطق أخرى.
- 27 أغسطس - القضاء النيوزيلندي يُصدر حُكمه على برينتون تارانت، مُنفِّذ مجزرتيّ كرايستشيرش سنة 2019، بِالسجن مدى الحياة دون إمكانية الإفراج المشروط، وهي المرَّة الأولى التي تُفرض فيها هذه العُقُوبة بِتاريخ نيوزيلندا.
- 28 أغسطس - رئيس الوزراء الياباني شينزو آبي يعلن استقالته لأسباب صحية.
- 31 أغسطس - الرئيس اللبناني يُكلف مصطفى أديب بتشكيل الحكومة الجديدة
  - أول رحلة مباشرة لطائرة إسرائيلية تصل مطار أبو ظبي قادمة من مطار تل أبيب بعد عبورها الأجواء السعودية.

### سبتمبر/أيلول
- 16 سبتمبر - يوشيهيديه سوغا يتولَّى رئاسة وزراء اليابان خلفًا لرئيس الوزراء المستقيل شينزو آبي.
- 20 سبتمبر - كشف وثائق فنسن التابعة لوزارة الخزانة الأمريكية، والمتعلقة برصد معاملات مالية مشبوهة حول العالم، تقدر قيمتها بملياري دولار أمريكي.
- 20 سبتمبر -إنطلاق إحتجاجات في عده مدن مصرية مطالبة بإسقاط نظام السيسي وعزله .
- 26 سبتمبر - رئيس الوُزراء اللُبناني المُكلَّف مصطفى أديب يعتذر عن تشكيل الحُكُومة بسبب عرقلة وتصلُّب مواقف بعض الكُتل النيابيَّة.
- 27 سبتمبر - السويسريون يرفضون المبادرة الشعبية من أجل هجرة معتدلة بنسبة 61.7%، والتي تهدف لإعادة التفاوض مع الاتحاد الأوروبي حول اتفاقية حرية التنقل.
  - إندلاع اشتباكات عسكريَّة عنيفة بين الجيشين الأذربيجاني والأرمني في مرتفعات قره باغ المتنازع عليها، وكلتا الدولتين تعلنان الأحكام العُرفيَّة تماشيًا مع حالة الحرب.
- 28 سبتمبر - عدد الوفيات المؤكدة بجائحة كورونا يتخطّى حاجز المليون حالة وفاة.
- 29 سبتمبر - وفاة أمير دولة الكويت الشيخ صباح الأحمد الجابر الصباح، عن عمر ناهز 91 عامًا.
- 30 سبتمبر - الشيخ نواف الأحمد الجابر الصباح يؤدي اليمين الدستورية في جلسة خاصة عقدها مجلس الأمة، ليصبح أمير الكويت السادس عشر.

### أكتوبر/تشرين الأول
- 3 أكتوبر - الناخبون في كاليدونيا الجديدة يصوتون ضد الاستقلال عن فرنسا في ثاني استفتاء بهذا الأرخبيل في المحيط الهادئ.
- 7 أكتوبر - أصدر أمير الكويت الشيخ نواف الأحمد الجابر الصباح أمرًا أميريًّا يقضي بتعيين الشيخ مشعل الأحمد الجابر الصباح وليا للعهد.
- 8 أكتوبر - أدى مشعل الأحمد الجابر الصباح اليمين الدستورية في جلسة خاصة بعد مبايعته من قبل مجلس الأمة، ليصبح ولي عهد الكويت.
- 23 أكتوبر - السودان وإسرائيل يعلنان عن اتفاق مبدئي لتطبيع العلاقات بين الدولتين.
- 27 أكتوبر - إعصار مولاف يضرب فيتنام بعد الفلبين مخلفًا عشرات القتلى والمفقودين، بالإضافة إلى الخسائر المادية.
- 29 أكتوبر - هجوم في مدينة نيس الفرنسية نفذه مهاجر غير شرعي، أدى لمقتل 3 أشخاص واعتقال المهاجم.
- 30 أكتوبر - زلزال في بحر إيجة بقوة 7 ريختر، أدى لوفاة وإصابة العشرات في إزمير التركية، كما وقعت خسائر بشرية ومادية في اليونان.
- 31 أكتوبر - وفاة الممثل الإسكتلندي شون كونري، عن عمر ناهز 90 عامًا.

### نوفمبر/تشرين الثاني
- 2 نوفمبر - الاستفتاء الدستوري الجزائري 2020: الناخبون الجزائريون يوافقون على التعديلات الدستورية بنسبة 66.8% ومشاركة 23.7% ممن يحق لهم التصويت.
  - هجمات بإطلاق النار في مواقع مختلفة من العاصمة النمساوية فيينا، تسفر على الأقل عن مقتل 5 أشخاص من بينهم أحد المهاجمين وإصابة 17 آخرين.
  - إطلاق نار في حرم جامعة كابول في أفغانستان يسفر عن مقتل ما لا يقل عن 35 شخصًا وإصابة 50 آخرين.
- 3 نوفمبر - الانتخابات الرئاسية الأمريكية 2020.
- 7 نوفمبر - جو بايدن يفوز بالانتخابات الرئاسية الأمريكية.
- 15 نوفمبر - 15 دولة من دول جنوب شرق آسيا توقع اتفاق الشراكة الاقتصادية الإقليمية الشاملة، على أن تكون سارية المفعول بعد عامين، بعد أن تصدق عليها الدول المعنية.
- 18 نوفمبر - افتتاح المنفذ الحدودي البري المسمّى جديدة - عرعر، بين السعودية والعراق بعد إغلاق دام 30 سنة.[6]
- 27 نوفمبر - النادي الأهلي يتوج بلقب دوري أبطال إفريقيا 2019–20 بعد تغلبه على نادي الزمالك بنتيجة 2-1.

## جوائز عالمية

### جوائز نوبل

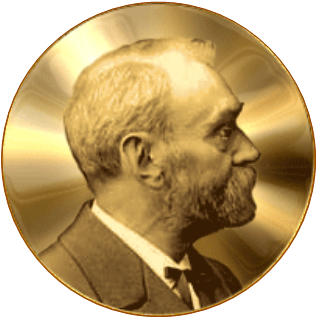
ميدالية نوبل

- في الكيمياء:  جنيفر داودنا -  إيمانويل شاربنتييه، لتطويرهما طريقة لتعديل الجينوم.
- في العلوم الاقتصادية:  روبرت ويلسون -  بول ميلغروم، لعملهما في تطوير نظرية المزادات وتقديم أنواع جديدة منها.
- في الأدب: لويز جلوك، (كوفئت “على صوتها الشاعري المميز الذي يضفي بجماله المجرد طابعا عالميا على الوجود الفردي”.).
- في السلام: لبرنامج الأغذية العالمي التابع للأمم المتحدة.
- في الفيزياء:  أندريا غيز -  روجر بنروز -  راينهارد جنزيل، لعملهم المتعلق بالثقوب السوداء.
- في الطب وعلوم وظائف الأعضاء:  ميخائيل هوتون -  هارفي ألتر -  تشارلز رايس، لجهودهم من أجل اكتشاف فيروس التهاب الكبد C.

### جائزة الملك فيصل العالمية
- جائزة فرع اللغة العربية والأدب:  مايكل كارتر تقديرا لأعماله التي تعد من أهم المراجع التي درست الفكر النحوي العربي بالإنكليزية.
- جائزة فرع الدراسات الإسلامية: للأكاديمي  محمد غوشة، عن «غزارة أعماله حول تاريخ القدس وآثارها عبر العصور، وتنوع إنتاجه العلمي».
- جائزة الطب:  ستيوارت هولاند أوركين، وذلك عن «جهوده العلمية المتميزة في مجال أمراض صبغة الدم الوراثية».
- جائزة العلوم:  شياو دونغ وانغ، وذلك عن «اكتشافاته الرائدة التي أدت إلى تغير في فهم طبيعة عمل وموت الخلية البالغة، مما ساهم في تطوير علاجات وعقاقير تحاكي محفزات وقف تدهور الخلايا في مقاومة الأمراض المهددة للحياة».

### جائزة سخاروف لحرية الفكر
- فازت بها المعارضة الديمقراطية في بيلاروسيا .

### الجائزة العالمية للرواية العربية
- فاز الروائي الجزائري عبد الوهاب عيساوي بالجائزة العالمية للرواية العربية لسنة 2020 عن روايته الديوان الإسبرطي.

### رياضة
- 26 يناير -  توّج منتخب مصر لكرة اليد، بلقب بطولة أفريقيا لكرة اليد للرجال 2020.
- 27 يناير - توج منتخب قطر لكرة اليد بلقب بطولة آسيا لكرة اليد للرجال 2020.
- 23 أغسطس -  نادي بايرن ميونخ بطلا لدوري أبطال أوروبا لكرة القدم بعد فوزه على باريس سان جيرمان بــ 1 - 0.

## وفيات

### يناير

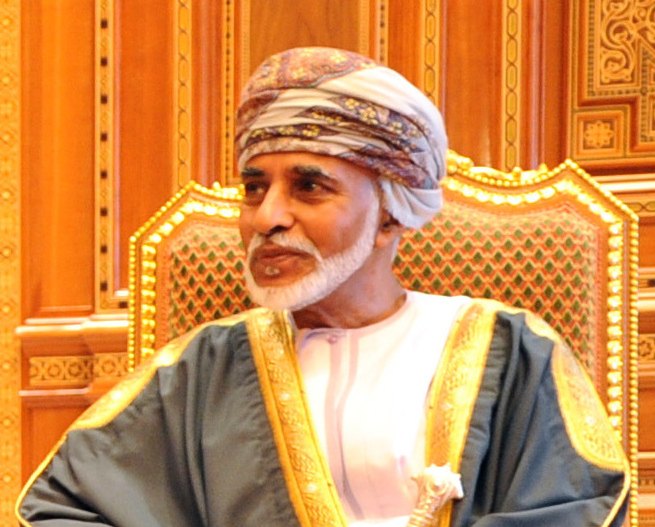
السلطان قابوس بن سعيد

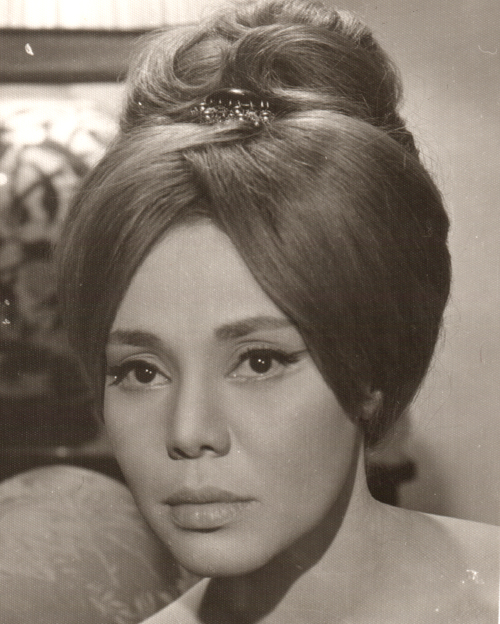
ماجدة

- 1 يناير:  ديفيد ستيرن، رئيس الرابطة الوطنية الأمريكية لكرة السلة.
- 2 يناير:  نجوى قاسم، إعلامية لبنانية.
- 2 يناير:  شين يي مينغ، رئيس أركان الجيش التايواني.
- 2 يناير:  محمد الصالح دمبري، سياسي ودبلوماسي جزائري
- 3 يناير:  قاسم سليماني، جنرال إيراني وقائد فيلق القدس.
- 3 يناير:  أبو مهدي المهندس، سياسي وعسكري عراقي.
- 4 يناير:  لورينزا مازيتي، مخرجة أفلام وروائية إيطالية.
- 7 يناير:  عبد الرزاق الرصاع، سياسي تونسي.
- 7 يناير:  خميس العويران، لاعب كرة قدم سعودي.
- 8 يناير:  رسمي أبو علي، أديب وإعلامي أردني من أصلٍ فلسطيني.
- 8 يناير:  باك هنري، كاتب سيناريو ومخرج أفلام وممثل أمريكي.
- 8 يناير:  بيلار دي بوربون، أميرة إسبانية.
- 9 يناير:  مايك ريزنيك، كاتب سيناريو وروائي أمريكي.
- 9 يناير:  جون براون جون، مترجم أدبي بريطاني.
- 10 يناير:  قابوس بن سعيد، السلطان التاسع لسلطنة عُمان.
- 12 يناير:  علي الغرير، ممثل بحريني.
- 12 يناير:  آرت ستارتجيس، ممثل وكاتب هولندي.
- 12 يناير:  روجر سكروتن، فيلسوف وكاتب إنجليزي.
- 13 يناير:  إيزابيل كلارا سيمو، كاتبة كاتالونية إسبانية.
- 13 يناير:  مراد هوفمان، دبلوماسي ألماني ومفكر إسلامي.
- 13 يناير:  جان ديلومو، مؤرخ فرنسي.
- 16 يناير:  ماجدة، ممثلة مصرية.
- 17 يناير:  نادية رفيق، ممثلة مصرية.
- 17 يناير:  أدي إيراوان، ممثلة إندونيسية.
- 17 يناير:  إبراهيم فرح، ممثل مصري.
- 17 يناير:  يوسف ديدات، داعية إسلامي.
- 17 يناير:  رهشان أجاويد، سياسية تركية.
- 17 يناير:  خاغيندرا ثابا ماغار، أقصر رجل في العالم.
- 18 يناير:  أليسيا غوميز مونتانو، صحفية ومذيعة إسبانية.
- 19 يناير:  محمود السقا، سياسي مصري.
- 21 يناير:  تيري جونز، ممثل بريطاني.
- 23 يناير:  أرماندو يوريبا، كاتب ودبلوماسي تشيلي.
- 26 يناير:  كوبي براينت، لاعب كرة سلة أمريكي.
- 27 يناير:  لينا بن مهني، ناشطة حقوقية ومدونة وصحفية وأستاذة جامعية تونسية.
- 28 يناير:  جميلة مالك، ممثلة هندية.
- 28 يناير:  نيكولاس بارسونز، ممثل ومقدم تلفزيوني وإذاعي بريطاني.
- 28 يناير:  محمد المسعود، لاعب ومدرب كرة قدم كويتي.
- 29 يناير:  توفيق قاسيموف، سياسي ووزير أذربيجاني.
- 30 يناير:  محمد بن الأمين بوخبزة، عالم فقه ومؤرخ مغربي.

### فبراير

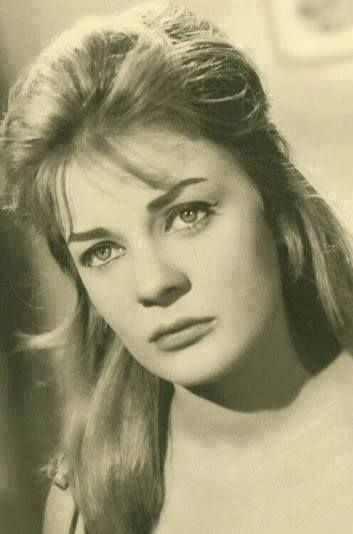
نادية لطفي

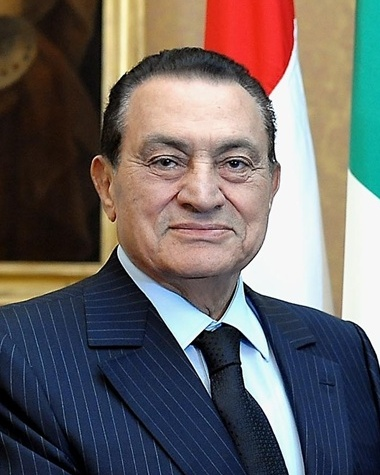
حسني مبارك

- 3 فبراير:  جورج ستاينر، كاتب ومفكر وناقد أدبي فرنسي أمريكي.
- 4 فبراير:  نادية لطفي، ممثلة مصرية.
- 4 فبراير:  دانيال آراب موي، ثاني رئيس في تاريخ كينيا.
- 5 فبراير:  كيرك دوغلاس، ممثل أمريكي.
- 7 فبراير:  محمد سعد العبدلي، لاعب كرة قدم سعودي.
- 7 فبراير:  أورسون بين، ممثل أمريكي.
- 7 فبراير:  لي وينليانغ، طبيب صيني كان أول من حذر من اندلاع تفشي فيروس كورونا.
- 7 فبراير:  لينين الرملي، كاتب مسرحي وسينمائي مصري.
- 8 فبراير:  روبرت كونراد، ممثل تلفزيوني وسينمائي ومغني أمريكي.
- 9 فبراير:  عبد العزيز المبارك، مغني سوداني.
- 9 فبراير:  ميريلا فراني، مغنية أوبرا إيطالية.
- 15 فبراير:  كارولين فلاك، مذيعة إذاعية وتلفزيونية من إنجلترا.
- 20 فبراير:  محمد أبعمران، مغني وممثل مغربي.
- 24 فبراير:  محمد الحجام، ناشط وصحفي مغربي.
- 25 فبراير:  محمد حسني مبارك، الرئيس الرابع لجمهورية مصر العربية.
- 25 فبراير:  نعمة الله خان، سياسي باكستاني.
- 26 فبراير:  طلال بن سعود بن عبد العزيز آل سعود، أمير سعودي.
- 26 فبراير:  إسكندر حميدوف، سياسي أذربيجاني.
- 27 فبراير:  آني ريس، كاتبة وشاعرة نرويجية.
- 27 فبراير:  هادي خسروشاهي، عالم مسلم وسياسي ودبلوماسي إيراني.
- 28 فبراير:  محمد عمارة، مفكر وباحث وفيلسوف إسلامي مصري.
- 29 فبراير:  محمد علي رمضاني دستك، سياسي وعسكري إيراني.
- 29 فبراير:  مروان قنوع، ممثل سوري.

### مارس

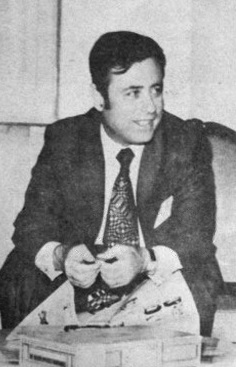
عبد الحليم خدام

- 1 مارس:  سهيل زكار، باحث ومؤرّخ سوري.
- 2 مارس:  محمد مير محمدي، سياسي إيراني.
- 2 مارس:  ريمون بطرس، مخرج وناقد سينمائي سوري.
- 3 مارس:  يحيى قيدوم، سياسي جزائري.
- 4 مارس:  خافيير بيريز دي كوييار، خامس أمين عام الأمم المتحدة.
- 12 مارس:  عيسى بن راشد آل خليفة، شاعر بحريني.
- 13 مارس:  سليمان العطار، أكاديمي وكاتب ومترجم مصري.
- 21 مارس:  لورينزو سانز، رجل أعمال ولاعب كرة قدم إسباني.
- 23 مارس:  نورا إيلي، داعية سويسرية اعتنقت الإسلام.
- 23 مارس:  ديفيد كولينغز، ممثل بريطاني.
- 25 مارس:  جمال الدين عمر، عسكري وسياسي سوداني.
- 25 مارس:  بول غوما، كاتب روماني.
- 25 مارس:  ريتشارد ماريك، كاتب أمريكي.
- 26 مارس:  ميشيل هيدالغو، لاعب ومدرب كرة قدم فرنسي.
- 26 مارس:  عبد القادر محمد فرح، لاعب كرة قدم صومالي.
- 27 مارس:  حامد القروي، رئيس الحكومة التونسية الأسبق .
- 27 مارس:  جورج سيدهم، ممثل مصري.
- 27 مارس:  ميرنا دوريس، مغنية إيطالية.
- 28 مارس:  تيريز هلسة، فدائية فلسطينية.
- 29 مارس:  سليمان الياسين، ممثل كويتي.
- 29 مارس:  نور الدين زيدوني، فنان مسرحي جزائري.
- 29 مارس:  ماريا ميركيدر، إعلامية أمريكية.
- 30 مارس:  بيل ويذرز، مغني وملحن أمريكي.
- 31 مارس:  باسل مهدي، لاعب ومدرب كرة قدم عراقي.
- 31 مارس:  جولي بينيت، ممثلة أمريكية.
- 31 مارس:  عبد الحليم خدام، سياسي سوري.

### أبريل
- 1 أبريل:  مارسيل بوطبول، فنان مغني وممثل مغربي.
- 1 أبريل:  نور حسن حسين عدي، سياسي صومالي.
- 1 أبريل:  محمود حمدي زقزوق، سياسي وأكاديمي وعالم مسلم مصري.
- 1 أبريل:  بروس داو، شاعر أسترالي.
- 2 أبريل:  ماريو تشالدو، لاعب كرة قدم أرجنتيني.
- 2 أبريل:  سيرجيو روسي، مصمم أحذية.
- 4 أبريل:  مارسيل مورو، روائي من بلجيكا.
- 5 أبريل:  مارغريت بوربيدج، عالمة فيزياء فلكية بريطانية-أمريكية.
- 5 أبريل:  أونور بلاكمان، مغنية وممثلة بريطانية.
- 5 أبريل:  محمود جبريل، سياسي ليبي.
- 7 أبريل:  ألين غارفيلد، ممثل أمريكي.
- 7 أبريل:  هند طاهر، ممثلة لبنانية.
- 7 أبريل:  جودت القزويني، شاعر ومؤرخ وباحث وكاتب عراقي.
- 7 أبريل:  فريبرز إسماعيلي، لاعب كرة قدم إيراني.
- 10 أبريل:  عبد الرحمن أبو القاسم، ممثل فلسطيني.
- 10 أبريل:  رفعت الجادرجي، مهندس معماري وفنان تشكيلي عراقي.
- 10 أبريل:  جميل عطية إبراهيم، كاتب وروائي مصري.
- 11 أبريل:  عبد الرحمن مرتضانوف، مفتي جمهورية إنغوشيا الروسية.
- 12 أبريل:  كامل إبراهيم، ممثل عراقي.
- 12 أبريل:  لويس فان دايك، عازف بيانو هولندي.
- 12 أبريل:  فاروق أبو عيسى، سياسي وقانوني سوداني.
- 15 أبريل:  أحمد دياب، ممثل مصري.
- 15 أبريل:  شون أرنولد، ممثل بريطانيون.
- 15 أبريل:  بريان دينيهي، ممثل أمريكي.
- 15 أبريل:  سيامك شايقي، مخرج ومنتج سينمائي إيراني.
- 16 أبريل:  لويز ألفريدو غارسيا روزا، كاتب وروائي برازيلي.
- 16 أبريل:  جين ديتش، رسام رسوم متحركة أمريكي.
- 16 أبريل:  لويس سيبولفيدا، كاتب وصحفي تشيلي.
- 17 أبريل:  جين شاي، مذيع أمريكي.
- 17 أبريل:  ديردر بير، كاتبة أمريكية.
- 17 أبريل:  كارلوس كونتريراس، لاعب كرة قدم تشيلي.
- 17 أبريل:  سيرجيو فانتوني، ممثل إيطالي.
- 18 أبريل:  أمبارو دافيلا، كاتبة وشاعرة مكسيكية.
- 19 أبريل:  إدمون باراف، لاعب ومدرب كرة قدم فرنسي.
- 19 أبريل:  إنديو، لاعب كرة قدم برازيلي.
- 20 أبريل:  هيرمان كاريو، روائي كوبي أمريكي.
- 21 أبريل:  عبد الرحيم الكيب، سياسي ليبي.
- 21 أبريل:  عمرو عبد السميع، صحفي، وإعلامي، وكاتب مصري.
- 22 أبريل:  منصور خالد، دبلوماسي وسياسي وأكاديمي ومفكر سوداني.
- 24 أبريل:  عبد الله الحامد، شاعر ومفكر وناشط حقوقي سعودي.
- 29 أبريل:  عرفان خان، ممثل هندي.
- 30 أبريل:  ريشي كابور، ممثل هندي.

### مايو
- 1 مايو:  أسعد خوري، موسيقي سوري.
- 2 مايو:  إدير، مغني جزائري.

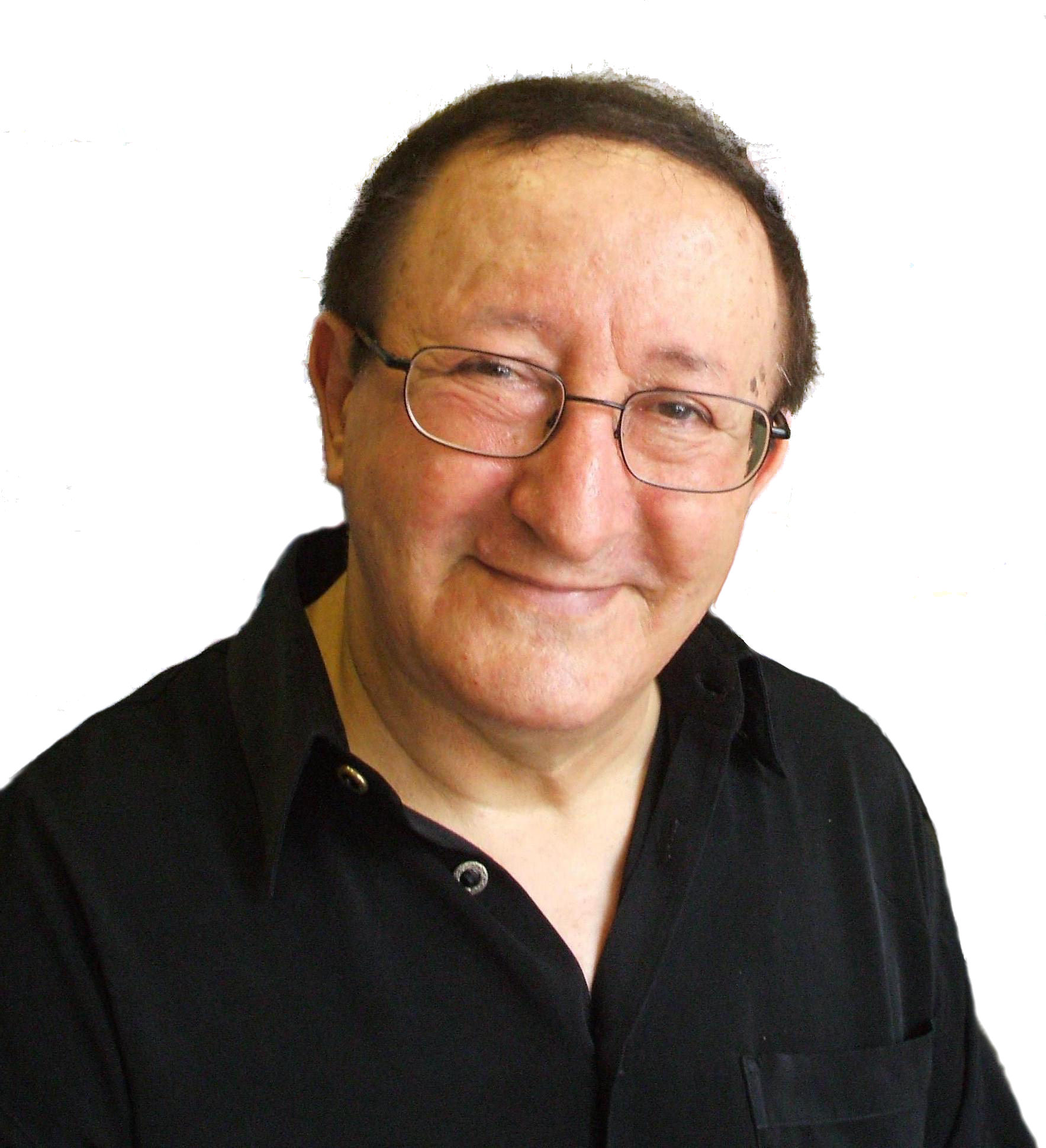
إدير

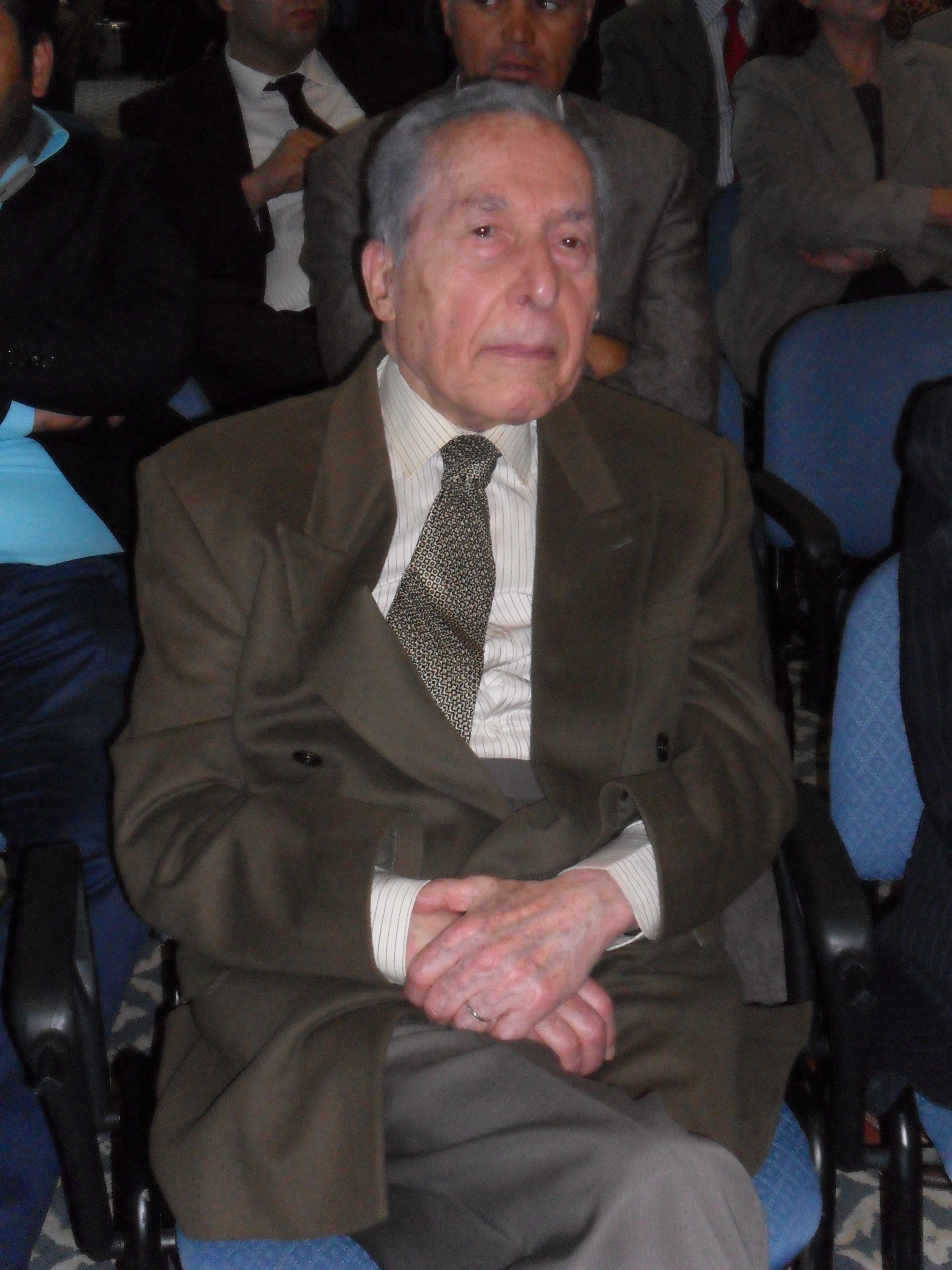
الشاذلي القليبي

- 2 مايو:  شادي حبش، مخرج ومصور مصري.
- 3 مايو:  روزاليند إلياس، مغنية أوبرا أمريكية.
- 3 مايو:  محمد عبد الحميد حلمي، قائد عسكري مصري
- 3 مايو:  جون إريكسون، ممثل أمريكي ألماني.
- 3 مايو:  نزار أحمد، شاعر وكاتب هندي.
- 3 مايو:  محمد عبد الحميد حلمي، القائد الأسبق للقوات الجوية المصرية.
- 4 مايو:  عبد القادر لعمودي، قائد في جيش التحرير الوطني الجزائري.
- 4 مايو:  نجف دريابندري، كاتب ومترجم إيراني.
- 4 مايو:  مايكل مكلور، كاتب وشاعر أمريكي.
- 5 مايو:  محمد محمود الطبلاوي، قارئ مصري.
- 6 مايو:  باري فاربر، كاتب ومقدم إذاعي أمريكي.
- 7 مايو:  تاي، رابر بريطاني.
- 9 مايو:  بديعة بنت علي بن الحسين، أميرة هاشمية عراقية ابنة آخر ملوك المملكة الحجازية الهاشمية.
- 9 مايو:  أحمد الكرد، فاعل خير وإمام وسياسي فلسطيني.
- 9 مايو:  بيدرو بابلو ليون، لاعب كرة قدم بيروفي.
- 10 مايو:  سوني بارسونز، ممثل ومخرج فلبيني.
- 10 مايو:  سيرجيو سانتانا، كاتب وشاعر برازيلي.
- 10 مايو:  بيتي رايت، مغنية أمريكية.
- 11 مايو:  جيري ستيلر، ممثل أمريكي.
- 11 مايو:  فرنسيسكو خافيير أغيلار غارسيا، لاعب كرة قدم إسباني.
- 11 مايو:  مون مارتن، مغني وكاتب أغانٍ أمريكي.
- 11 مايو:  هوتون جيبسون، كاتب أمريكي.
- 12 مايو:  إبراهيم نصر، ممثل مصري.
- 12 مايو:  فيليب ريدون، لاعب كرة قدم فرنسي.
- 13 مايو:  الشاذلي القليبي، سياسي ودبلوماسي تونسي.
- 13 مايو:  رياض عصمت، سياسي ودبلوماسي وكاتب سوري
- 14 مايو:  دليلة الندري، مخرجة مغربية.
- 14 مايو:  فيليس جورج، سيدة أعمال ومعلقة رياضية وملكة جمال أمريكا لسنة 1971.
- 14 مايو:  الشريف أحمد عمر، سياسي سوداني.
- 15 مايو:  سيرجيو دينيس، مغني أرجنتيني.
- 15 مايو:  سيرجيو ميرشنت، لاعب كرة قدم تشيلي.
- 15 مايو:  فيل ماي، مغني بريطاني.
- 15 مايو:  لين شيلتون، منتجة ومخرجة وممثلة أمريكية.
- 15 مايو:  فريد ويلارد، ممثل وكوميدي أمريكي.
- 16 مايو:  مزبان خضر هادي، قائد عسكري وسياسي عراقي.
- 17 مايو:  مونيك ميركيور، ممثلة كندية.
- 18 مايو:  صالح كامل، رجل أعمال سعودي.
- 21 مايو:  مأمون الفرخ، ممثل ومخرج سوري.
- 22 مايو:  آدم حنين، رسام ونحات مصري.
- 22 مايو:  ألبير ممي، كاتب تونسي فرنسي.
- 23 مايو:  هانا كيمورا، مصارعة محترفة يابانية.
- 24 مايو:  مصطفى خرمدل، عالم مسلم وداعية ومترجم ومفسر للقرآن إيراني.
- 25 مايو:  جورج فلويد، مواطن أمريكي.
- 25 مايو:  حسن عبد الله الشرفي، شاعر وأديب يمني.
- 25 مايو:  صديقة كيانفر، ممثلة إيرانية.
- 28 مايو:  براندان بوير، مغني أيرلندي.
- 29 مايو:  عبد الرحمن اليوسفي، سياسي مغربي شغل منصب رئيس وزراء البلاد الثاني عشر.
- 30 مايو:  حسن حسني، ممثل مصري.
- 30 مايو:  الهادي الصديق، ممثل سوداني.
- 30 مايو:  عفاف شاكر، ممثل مصرية.
- 31 مايو:  هيام طعمة، ممثلة ومغنية سورية.

### يونيو

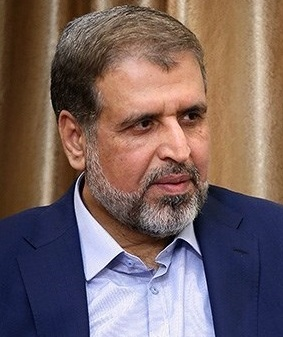
رمضان شلح

- 1 يونيو:  سيلفر دونالد كاميرون، كاتب وصحفي كندي.
- 1 يونيو:  محمود كبيبو، كاتب مترجم سوري.
- 2 يونيو:  يان زيمان، رجل أعمال هولندي مؤسس شركة سلسلة متاجر زيمان.
- 2 يونيو:  هكتور سواريز، ممثل مكسيكي.
- 2 يونيو:  ماري بات جليسون، ممثلة أمريكية.
- 2 يونيو:  علي عبد الرحيم، ممثل مصري.
- 3 يونيو:  بروس جاي فريدمان، أديب وكاتب سيناريو ومسرحيات أمريكي.
- 3 يونيو:  هكتور أورتيجا، ممثل ومخرج وكاتب سيناريو مكسيكي.
- 3 يونيو:  أبو مصعب عبد الودود، أمير تنظيم القاعدة في بلاد المغرب الإسلامي.
- 3 يونيو:  محسن إبراهيم، سياسي ومفكر لبناني.
- 6 يونيو:  رمضان شلح، سياسي فلسطيني.
- 6 يونيو:  مرجان (مغنية)، مغنية وممثلة إيرانية.
- 8 يونيو:  بيير نكورونزيزا، رئيس جمهورية بوروندي السابق.
- 10 يونيو:  ماريا خوسيه، ممثلة برتغالية.
- 6 يونيو:  علي هادي، لاعب كرة قدم عراقي.
- 10 يونيو:  أد فان دن هيوفيل، كاتب صحفي ومقدم تلفزيوني هولندي
- 11 يونيو:  روزا ماريا ساردا، ممثلة إسبانية.
- 11 يونيو:  محمود مسعود، ممثل مصري.
- 14 يونيو:  سوشانت سينغ راجبوت، ممثل هندي.
- 14 يونيو:  محمد عصفور، سياسي ووزير فلسطيني.
- 14 يونيو:  سارة حجازي، ناشطة مصرية.
- 14 يونيو:  توفيق الياسري، عسكري وسياسي عراقي.
- 15 يونيو:  حسن علوان، ممثل ومخرج يمني.
- 17 يونيو:  أحمد بهبهاني، صحفي كويتي.
- 17 يونيو:  جين كينيدي سميث، دبلوماسية أمريكية.
- 17 يونيو:  ماجدة قنديل، عالمة اقتصاد مصرية.
- 19 يونيو:  إيان هولم، ممثل بريطاني.
- 19 يونيو:  كارلوس زافون، روائي إسباني.
- 21 يونيو:  أحمد راضي، لاعب كرة قدم عراقي.
- 21 يونيو:  يورغن هولتز، ممثل سينمائي ومسرحي ألماني.
- 21 يونيو:  بوبي ستوري، سياسي في حزب شين فين أيرلندا الشمالية.
- 22 يونيو:  نوري ذياب، لاعب كرة قدم عراقي.
- 22 يونيو:  طالب جوهري، مؤرخ، شاعر، فيلسوف، ورجل دين شيعي باكستاني.
- 23 يونيو:  نيقولاي فاديتشيف، راقص ومدرس باليه روسي.
- 23 يونيو:  عزيز الرحمن هازارفي، عالم دين مسلم وقائد كبير في جمعية علماء الإسلام باكستاني.
- 24 يونيو:  يوستا أوغرن، شاعر وكاتب فنلندي.
- 24 يونيو:  محمد ياسين محمد، رافع أثقال عراقي.
- 24 يونيو:  ألفريدو بيوندي، سياسي ووزير إيطالي.
- 26 يونيو:  سيد منور حسن، زعيم الجماعة الإسلامية الباكستانية.
- 27 يونيو:  بلعيد عبد السلام، سياسي جزائري شغل منصب رئيس الوزراء السابع لبلاده.
- 28 يونيو:  نعمة الله حسين، كاتبة وناقدة مصرية.
- 28 يونيو:  رودولفو أنايا، كاتب روائي مكسيكي أمريكي.
- 29 يونيو:  صلاح الدين الصيد، مخرج ومؤلف تونسي.
- 29 يونيو:  هاشالو هونديسا، شاعر ومغني وسجين سياسي أثيوبي.
- 30 يونيو:  إيدا هانديل، عازفة كمان بولندية-بريطانية.

### يوليو

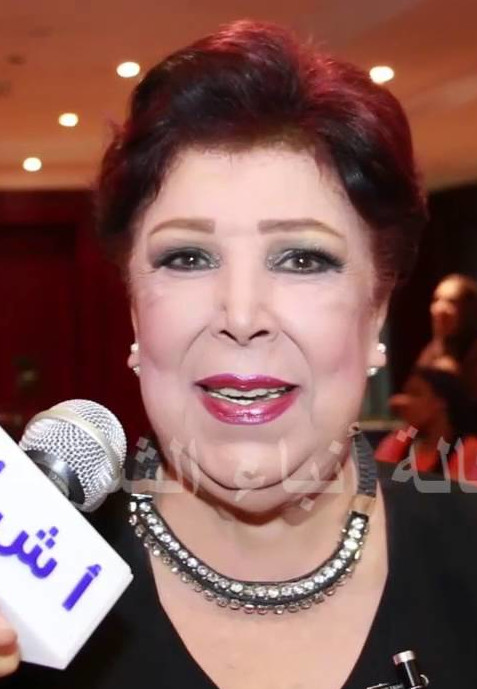
رجاء الجداوي

- 1 يوليو:  سيبيل ويتاسينغ، كاتبة روايات أطفال ورسامة سريلانكية.
- 1 يوليو:  بيات جريمسرود، كاتبة روائية نرويجية.
- 2 يوليو:  أنجيلا جيريا، عالمة آثار تشيلية.
- 2 يوليو:  يون سام يوك، مخرج وكاتب سيناريو من كوريا الجنوبية.
- 3 يوليو:  محمود جمعة، ممثل مصري.
- 5 يوليو:  رجاء الجداوي، ممثلة مصرية.
- 5 يوليو:  أحمد كرامي، سياسي ووزير دولة لبناني.
- 6 يوليو:  محمد العصار، قائد عسكري وسياسي مصري.
- 6 يوليو:  إنيو موريكوني، موسيقار إيطالي.
- 6 يوليو:  هشام الهاشمي، مؤرخ وباحث عراقي في الشؤون الأمنية والإستراتيجية والجماعات المتطرفة.
- 6 يوليو:  جوريس كرونبيرغس، شاعر ومترجم لاتفياني سويدي.
- 7 يوليو: خالد بن سعود بن عبد العزيز آل سعود رئيس الديوان الملكي السعودي سابقاً.
- 8 يونيو:  هيثم برجكلي، لاعب كرة قدم سوري.
- 8 يونيو:  أحمد غون كوليبالي، سياسي عاجي شغل منصب رئيس وزراء بلاده العاشر.
- 9 يوليو:  كرار إبراهيم، لاعب كرة قدم عراقي.
- 10 يوليو:  محمود رضا، مصمم رقص، وممثل، ولاعب جمباز مصري.
- 10 يوليو:  غيداء كمبش، سياسية عراقية.
- 12 يوليو:  ويم سوربيير، لاعب ومدرب كرة القدم هولندي.
- 12 يوليو:  حسن أبشير فرح، سياسي صومالي شغل منصب رئيس حكومة الصومال.
- 12 يوليو:  إبراهيم حركات، مورخ وباحث مغربي.
- 12 يوليو:  محمد حاشي، سياسي صومالي.
- 13 يوليو:  زيندزي مانديلا، دبلوماسية جنوب أفريقية، (ابنة الزعيم نيلسون مانديلا).
- 13 يوليو:  سعيد عبد الله، لاعب وحكم كرة قدم إماراتي.
- 13 يوليو:  حسن أحمد اللوزي، سياسي وشاعر وكاتب مسرحي يمني.
- 13 يوليو:  محمد منير، كاتب صحفي ومعارض مصري.
- 13 يوليو:  حميد دحان، لاعب كرة قدم مغربي.
- 14 يوليو:  عدالت آغا أوغلي، كاتبة روائية تركية.
- 14 يوليو:  ماريا لوجونيس، فيلسوفة وعالمة اجتماع نسوية أرجنتينية.
- 15 يوليو:  إلياس فركوح، كاتب ومترجم وناشر أردني.
- 16 يوليو:  سعد التمامي، ممثل سعودي.
- 16 يوليو:  مصطفى كركوتي، صحفي سوري.
- 17 يوليو:  جون لويس، سياسي أمريكي وزعيم الحقوق المدنية.
- 17 يوليو:  موسى بن حمادي، باحث وسياسي جزائري.
- 19 يوليو:  خوان مارسيه، روائي وصحفي إسباني.
- 19 يوليو:  سلطان هاشم، ضابط عراقي، شغل منصب وزير الدفاع في عهد صدام حسين.
- 19 يوليو:  صالح الشيحي، كاتب صحفي سعودي.
- 23 يوليو:  خوسيه سعيد، رجل أعمال تشيلي من أصول فلسطينية.
- 23 يوليو:  سلمان زيمان، مغني وملحن بحريني.
- 25 يوليو:  مروان محفوظ، مطرب وممثل مسرحي لبناني.
- 26 يوليو:  أوليفيا دي هافيلاند، ممثلة إنجليزية.
- 26 يوليو:  مشكان العور، باحثة كيميائية إماراتية.
- 27 يوليو:  أحمد الهارون، وزير كويتي سابق.
- 27 يوليو:  غاوي ميشيل غاوي، موسيقي فلسطيني.
- 27 يوليو:  هارون هاشم رشيد، شاعر فلسطيني.
- 27 يوليو:  صباح الهلالي، شاعر عراقي.
- 27 يوليو:  راضي جازي، عالم صيدلي تونسي.
- 27 يوليو:  جيزيل حليمي، كاتبة وناشطة نسوية ومحامية يهودية تونسية.
- 28 يوليو:  محمد مشالي، طبيب مصري عُرف بلقب طبيب الغلابة.
- 28 يوليو:  أحلام وهبي، مطربة عراقية.
- 31 يوليو:  جوسلين خويري، مقاتلة لبنانية ومُؤَسِّسَة لِلِجَمعيات الإنسانِيَّة.

### أغسطس

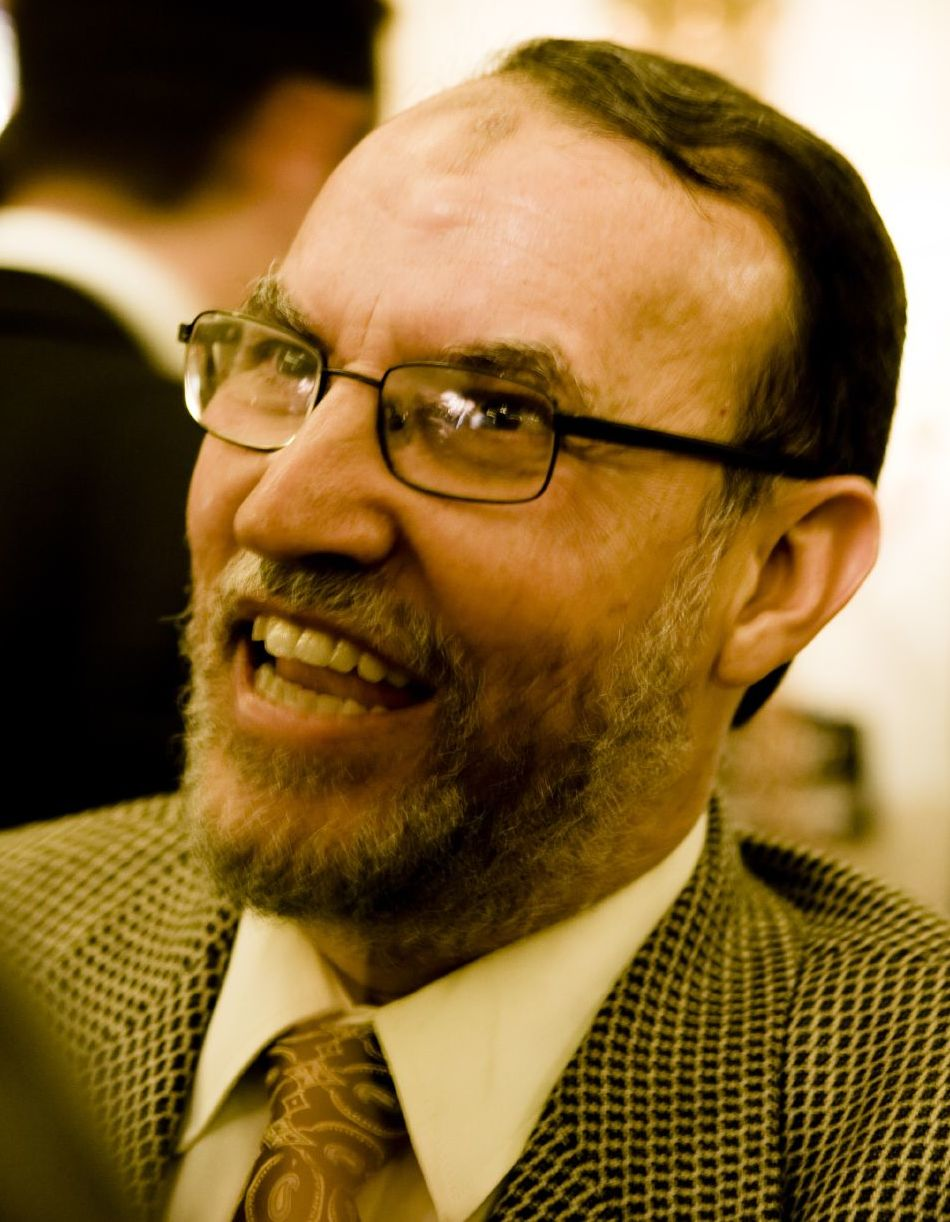
عصام العريان

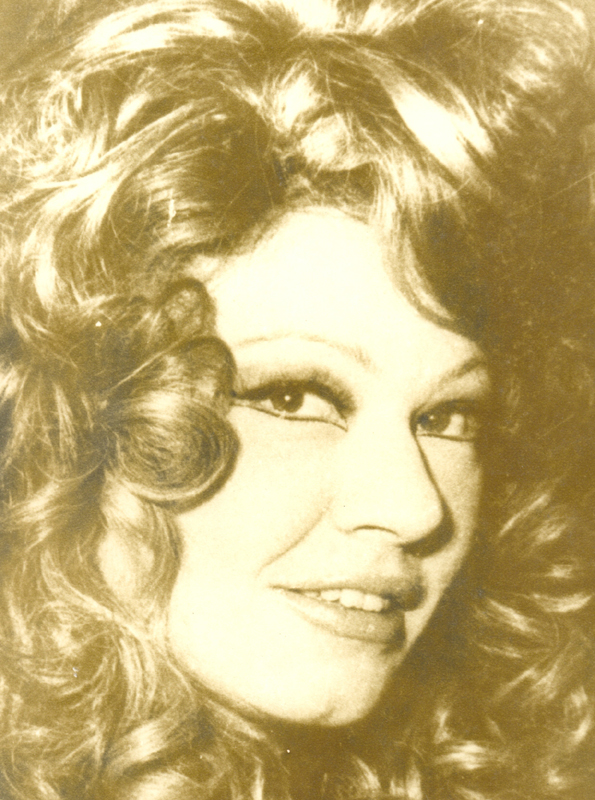
شويكار

- 1 أغسطس:  عبد الحي مسلم، فنان فلسطيني.
- 2 أغسطس:  سعيد عمارة، لاعب ومدرب كرة قدم جزائري.
- 2 أغسطس:  سامية أمين، ممثلة مصرية.
- 3 أغسطس:  جون هيوم، سياسي من أيرلندا الشمالية.
- 3 أغسطس:  أمحمد بن رضوان، سياسي جزائري.
- 4 أغسطس:  عبد الباسط هاشم محمد، قارئ قُرآن مصري.
- 4 أغسطس:  نزار نجاريان، سياسي ورجل أعمال أرمني لبناني.
- 5 أغسطس:  ألفريدو ليم، سياسي فلبيني.
- 5 أغسطس:  حواء عبدي، طبيبة ومحامية وناشطة حقوقية صومالية.
- 5 أغسطس:  محمد طارق الخضراء، لواء فلسطيني.
- 7 أغسطس:  لي خا فيو، سياسي فيتنامي.
- 8 أغسطس:  نعيمة البزاز، كاتبة هولندية من اصول مغربية.
- 8 أغسطس:  موسى لكروت، ممثل مسرحي جزائري.
- 9 أغسطس:  إبراهيم الشرقاوي، ممثل مصري.
- 9 أغسطس:  رشيد بلحوت، لاعب ومدرب كرة قدم جزائري.
- 9 أغسطس:  فرانكا فاليري، ممثلة إيطالية.
- 9 أغسطس:  نورية قصدرلي، ممثلة مسرحية جزائرية.
- 10 أغسطس:  عبد السلام العبادي، سياسي ووزير أردني.
- 11 أغسطس:  إدمون كيراز، رسَّام كارتوني فرنسي.
- 12 أغسطس:  سناء شافع، مُمثل ومُخرج مسرحي مصري.
- 13 أغسطس:  عصام العريان، سياسي مصري.
- 13 أغسطس:  علي مدراتي، مُمثل سوري.
- 13 أغسطس:  سمير الإسكندراني، مغنٍ وفنان ورسام مصري.
- 14 أغسطس:  شويكار، ممثلة مصرية.
- 18 أغسطس:  سيزار روميتي، إقتصادي ورجل أعمال وناشر إيطالي.
- 18 أغسطس:  محمد علي التسخيري، سياسي، ورجل دين شيعي عراقي-إيراني.
- 20 أغسطس:  حسين حامد، مُفكر وعالم اقتصاد إسلامي مصري.
- 21 أغسطس:  حمادي العقربي، لاعب كرة قدم تونسي.
- 21 أغسطس:  محمد قديش، طبيب قلب تونسي.
- 24 أغسطس:  ثريا جبران، ممثلة ووزيرة مغربية.
- 25 أغسطس:  منهل العاني، قارئ القرآن عراقي.
- 26 أغسطس:  محمد حمزة، مُمثل ومُؤلف سعودي.
- 26 أغسطس:  عفاف عبد الرازق، إعلاميّة ومُذيعة مصريّة.
- 28 أغسطس:  علي غندور، رجل أعمال أردني لبناني، مؤسس الخطوط الجويّة الملكيّة الأردنيّة.
- 28 أغسطس:  تشادويك بوسمان، مُمثل أمريكي.
- 28 أغسطس:  راندال كينان، كاتب وروائي أمريكي.
- 31 أغسطس:  إيفون سرسق، فاعلة خير لبنانية.
- 31 أغسطس:  براناب مخرجي، رئيس الهند الثالث عشر.

### سبتمبر

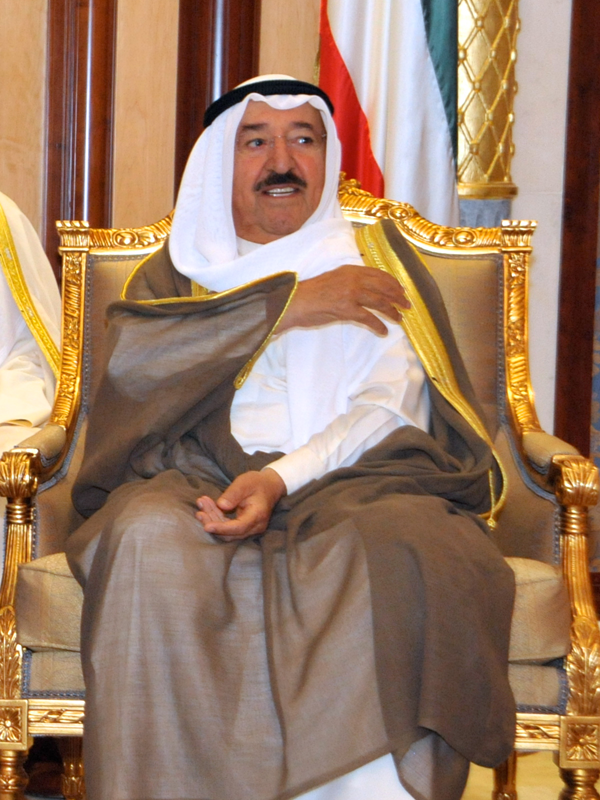
الأمير صباح الأحمد الجابر الصباح

- 1 سبتمبر:  أنطوان زحلان، فيزيائي ومؤرخ فلسطيني لبناني.
- 1 سبتمبر:  فلاديسلاف كرابيفين، كاتب أدب أطفال روسي.
- 2 سبتمبر:  عبد الجبار لوزير، مُمثل مسرحي مغربي.
- 2 سبتمبر:  ربيش علي وهبان العليي، سياسي يمني.
- 3 سبتمبر:  محمود معروف، صحفي فلسطيني.
- 3 سبتمبر:  بيرول أونيل، ممثل ألماني من أصلٍ تركي.
- 3 سبتمبر:  أحمد القادري، مُهندس زراعي وسياسي سوري.
- 5 سبتمبر:  يوسف والي، سياسي مصري.
- 5 سبتمبر:  أبو عثمان تشودهاري، قائد عسكري بنغلاديشي.
- 5 سبتمبر:  محمد هيثم الخياط، طبيب ومُعجمي سوري.
- 6 سبتمبر:  دراغولجوب أوجدانيتش، قائد عسكري يوغوسلافي ثُمَّ صربي.
- 6 سبتمبر:  فريديريك موسو، كاتب وصحفي وشاعر فرنسي.
- 6 سبتمبر:  أحمد دانغور، كاتب وناشط سياسي جنوب أفريقي.
- 6 سبتمبر:  ليون ألتونيان، لاعب كرة قدم لبناني.
- 7 سبتمبر:  عايدة كامل، ممثلة مصرية.
- 7 سبتمبر:  عبد الملك فجار، سياسي إندونيسي.
- 7 سبتمبر:  كزافييه أورتيز، ممثل ومذيع وعارض أزياء مكسيكي.
- 7 سبتمبر:  عبد القادر باجمال، سياسي ودبلوماسي يمني.
- 8 سبتمبر:  ستونة، مغنية وممثلة سودانية.
- 10 سبتمبر:  ديانا ريج، ممثلة بريطانية.
- 11 سبتمبر:  ناظم شاكر، لاعب ومُدرب كرة قدم عراقي.
- 11 سبتمبر:  يحيى إدريس، باحث موسيقي عراقي.
- 12 سبتمبر:  يوسف الصانعي، عالم شيعي وسياسي إيراني.
- 12 سبتمبر:  علي رجب، مُخرج سينمائي ومُمثل مصري.
- 12 سبتمبر:  عزمي مجاهد، لاعب كرة طائرة ومذيع مصري.
- 12 سبتمبر:  نويد أفكاري، مصارع إيراني.
- 12 سبتمبر:  دومينيك كاليفا، مؤرخ فرنسي.
- 13 سبتمبر:  حسن الكاشف، كاتب وأديب وصحفي فلسطيني.
- 15 سبتمبر:  موسى تراوري، ثاني رؤساء جمهورية مالي.
- 15 سبتمبر:  مومشيلو كراجيشنيك، سياسي صربي بوسنوي.
- 15 سبتمبر:  أنور الجندي، ممثل مغربي.
- 15 سبتمبر:  ياسين مظهر صديقي، عالم مسلم ومُؤرِّخ هندي.
- 15 سبتمبر:  الويسيو دي أندرادي فاريا، رجل أعمال ومصرفي برازيلي.
- 16 سبتمبر:  أحمد بن صالح، سياسي ونقابي تونسي.
- 17 سبتمبر:  عادل محسن، شاعر شعبي عراقي.
- 18 سبتمبر:  محمد عطوي، لاعب كرة قدم لبناني.
- 18 سبتمبر:  شاه أحمد شفيع، عالم مسلم بنغلاديشي.
- 18 سبتمبر:  روث بادر غينسبورغ، قاضية أمريكية.
- 18 سبتمبر:  جون تورنر، رئيس وزراء كندا السابع عشر.
- 19 سبتمبر:  محمد فريد خميس، رجل أعمال مصري.
- 19 سبتمبر:  نفيسة محمد محمود، ممثلة سودانية.
- 20 سبتمبر:  شيخو إدريس، أمير الفولاني الثامن عشر.
- 21 سبتمبر:  حمدي بناني، مُغَنٍّ ومُوسيقي جزائري.
- 23 سبتمبر:  نور الدين عتر، عالم مسلم سوري.
- 24 سبتمبر:  كورين روتشفير، ملكة جمال العالم لسنة 1959.
- 26 سبتمبر:  المنتصر بالله، ممثل مصري.
- 26 سبتمبر:  رياض الريس، صحفي وكاتب وناشر سوري.
- 26 سبتمبر:  عبد المهدي هادي، لاعب ومدرب كرة قدم عراقي.
- 27 سبتمبر:  عدنان فرزات، إعلامي وروائي سوري.
- 28 سبتمبر:  عبد الرحمن عبد الخالق، عالم مسلم مصري كويتي.
- 28 سبتمبر:  شامة الزاز، مغنية مغربية.
- 29 سبتمبر:  صباح الأحمد الجابر الصباح، أمير دولة الكويت الخامس عشر، والخامس بعد الاستقلال من المملكة المتحدة.
- 29 سبتمبر:  علي الرحيلي، ضابط عسكري سعودي.
- 30 سبتمبر:  ياسر عبد اللطيف ممثل ومخرج مسرحي سوداني.

### أكتوبر
- 1 أكتوبر:  خرتو حاجي إسماعيل، بابا شيخ الطائفة اليزيدية.
- 2 أكتوبر:  نزار السامرائي، ممثل عراقي.
- 2 أكتوبر:  سعد الراجح، طبيب أعصاب سعودي.
- 6 أكتوبر:  سليمان محمود العبيدي، قائد عسكري ليبي.
- 6 أكتوبر:  نصرت الله وحدت، ممثل ومخرج إيراني.
- 8 أكتوبر:  علي خليف غلير، سياسي صومالي شغل منصب رئيس الوزراء الثامن لبلاده.
- 8 أكتوبر:  محمد كمال الدين إمام، أستاذ جامعي وأكاديمي وفقيه مصري.
- 8 أكتوبر:  محمد رضا شجريان، مغني وموسيقار إيراني.
- 9 أكتوبر:  عادل سليمان، قائد عسكري وكاتب ومحلل استراتيجي مصري.
- 11 أكتوبر:  جاسم الطويرجاوي، عالم شيعي وشاعر وأديب عراقي.
- 11 أكتوبر:  أمين المهدي، كاتب ومفكر سياسي وناشر مصري.
- 13 أكتوبر:  عبد القادر حجار، سياسي ودبلوماسي جزائري.
- 13 أكتوبر:  عزيز سعد الله، مُمثل، ومُخرج مغربي.
- 14 أكتوبر:  محمود ياسين، ممثل مصري.
- 15 أكتوبر:  سلطان سيف، لاعب كرة قدم إماراتي.
- 18 أكتوبر:  نعمة، مُغّنية تُونسيّة.
- 19 أكتوبر:  أحمد الدغرني، سياسي ومحامي مغربي.
- 19 أكتوبر:  لاله بختيار، كاتبة ومترجمة للقرآن أمريكية إيرانية.
- 21 أكتوبر:  حازم أبو شنب، سياسي فلسطيني.
- 22 أكتوبر:  محمد عدنان الأفيوني، عالم مسلم سوري.
- 22 أكتوبر:  أحمد الصويدق، أول وزير رياضة ليبي.
- 23 أكتوبر:  عبد الستار أبو غدة، اقتصادي وعالم مسلم وفقيه سوري.
- 24 أكتوبر:  عبد العظيم بن حسن البلقية، ثاني أبناء سلطان بروناي حسن البلقية.
- 25 أكتوبر:  عبد الرزاق أفيلال، سياسي ونقابي مغربي.
- 25 أكتوبر:  عبد الإله نبهان، عالم وباحث ومُحقق لغوي سوري.
- 26 أكتوبر:  عزة الدوري، عسكري وسياسي عراقي.
- 26 أكتوبر:  عوني الخطيب، أكاديمي فلسطيني.
- 26 أكتوبر:  نبيل حلواني، ممثل سوري.
- 27 أكتوبر:  حسن زيد، سياسي يمني.
- 28 أكتوبر:  أحمد بلحسن، رجل أعمال مغربي.
- 28 أكتوبر:  محمد المليحي، فنان تشكيلي مغربي.
- 29 أكتوبر:  كريم أكبري مباركة، ممثل ومخرج سينمائي إيراني.
- 30 أكتوبر:  دخيل الله بن شلوان، عالم مسلم سعودي.
- 30 أكتوبر:  مسعود يلماز، سياسي تركي شغل منصب رئيس وزراء بلاده الحادي والعشرين.
- 31 أكتوبر:  نجم الدين كريم، سياسي وطبيب عراقي.

### نوفمبر

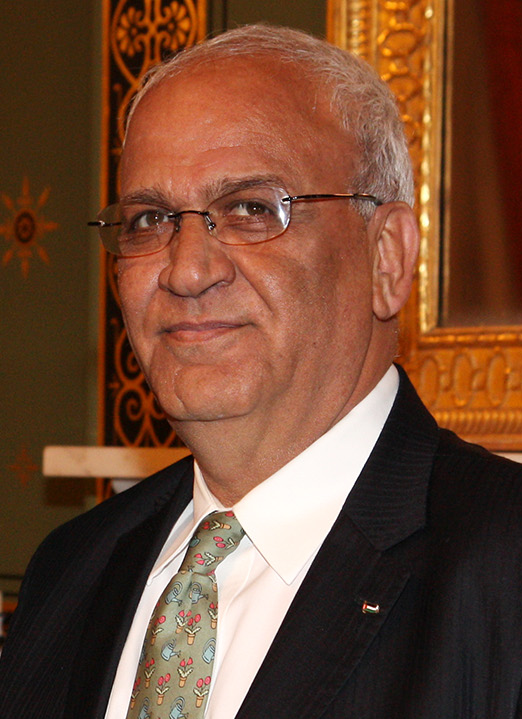
صائب عريقات

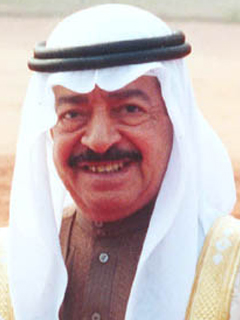
الأمير خليفة بن سلمان بن حمد آل خليفة

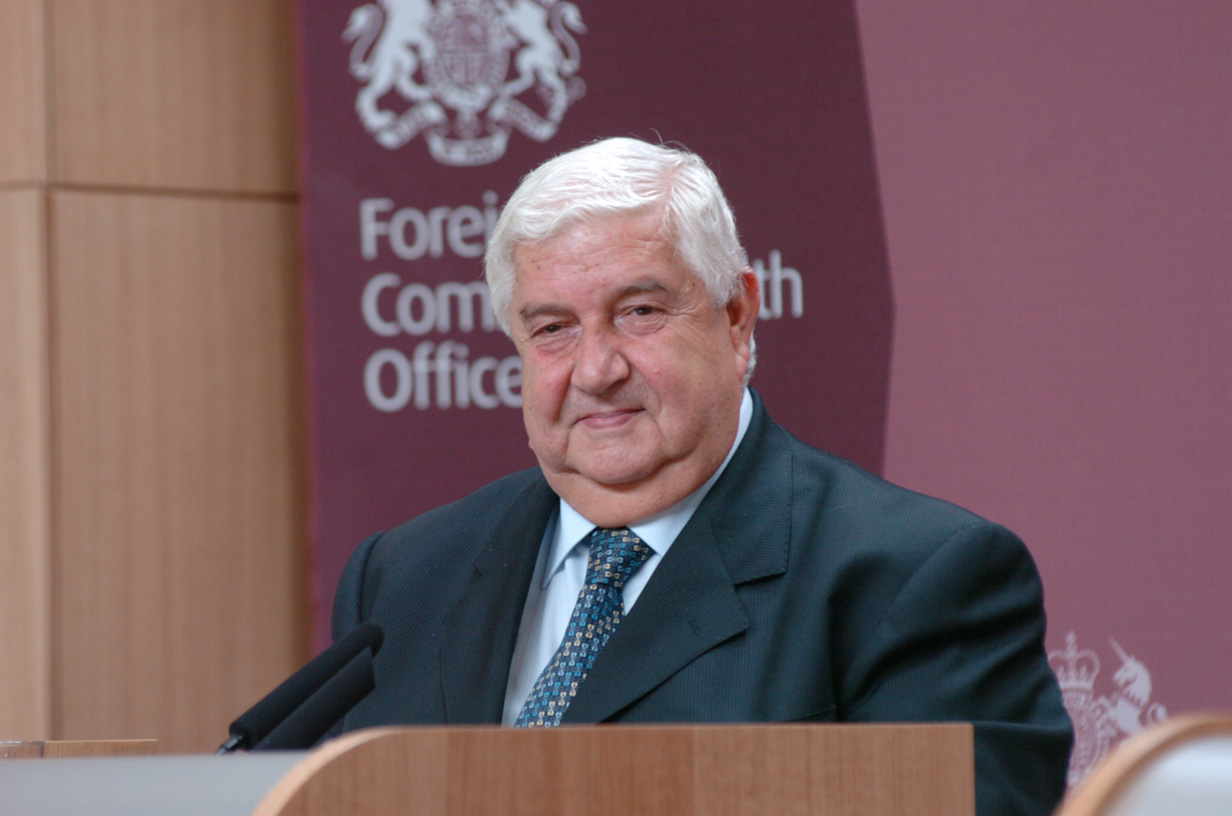
وليد المعلم

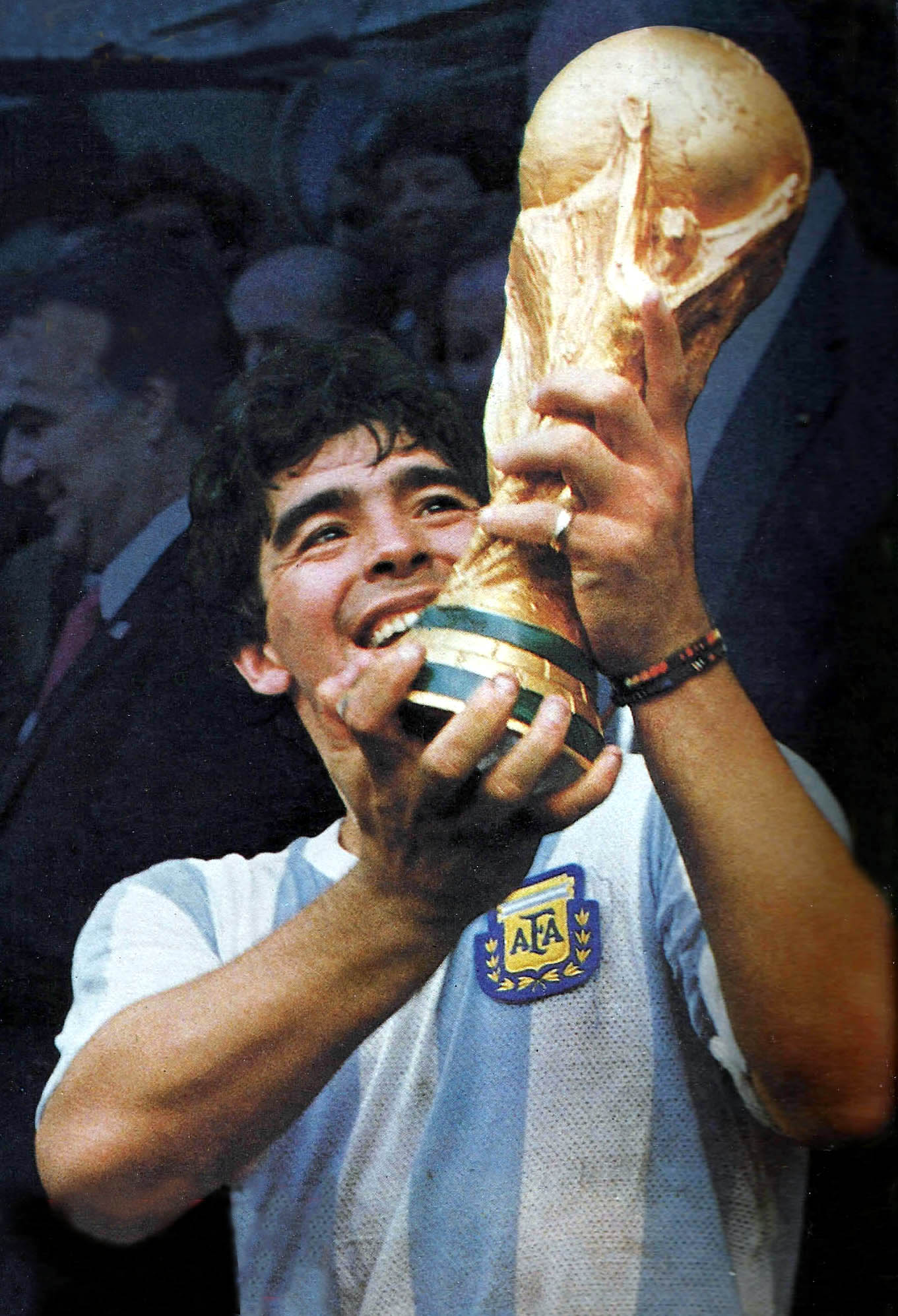
مارادونا

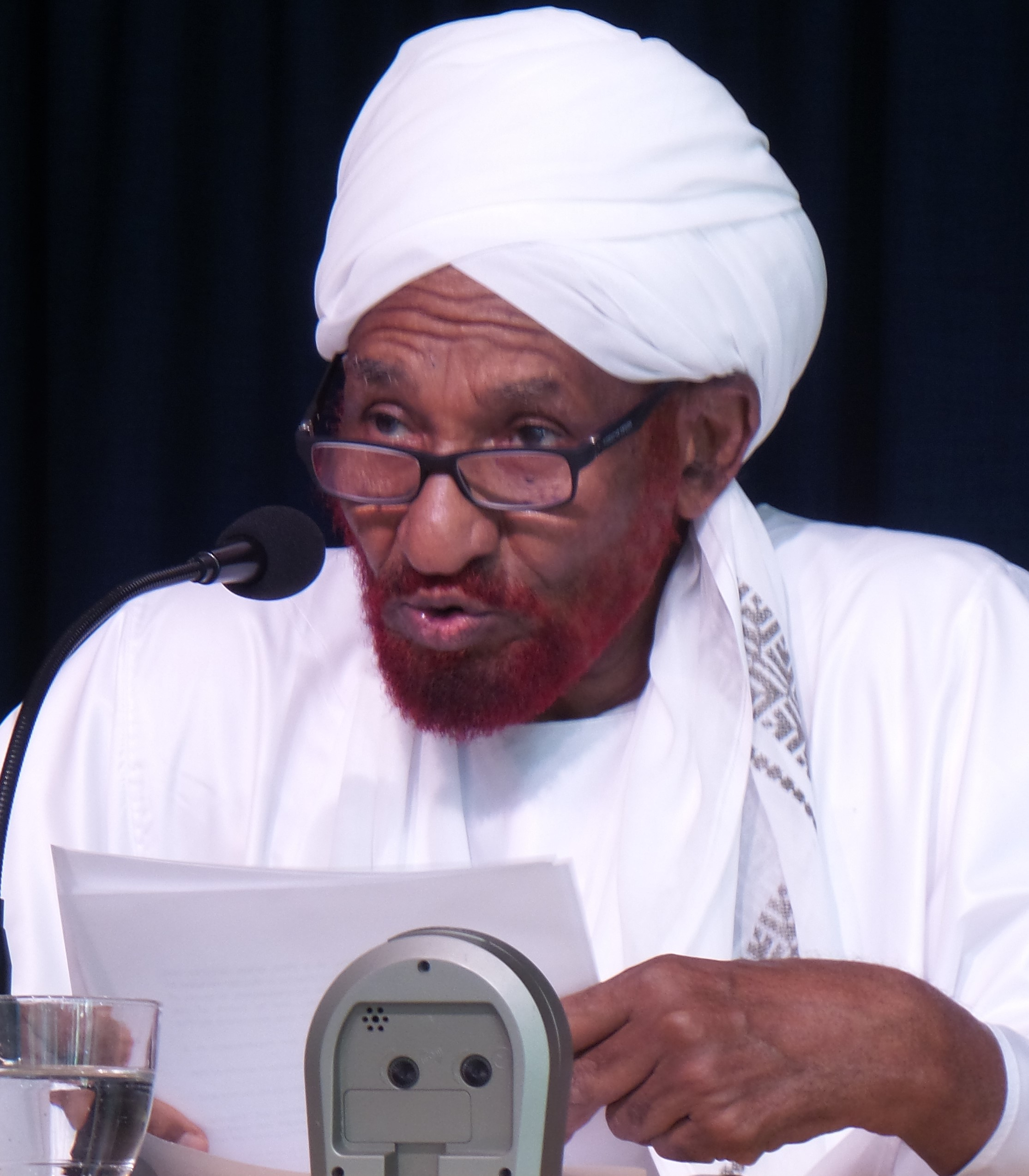
الصادق المهدي

- 1 نوفمبر:  ونيس بوخمادة، عسكري ليبي.
- 1 نوفمبر:  برهان قوزو، سياسي تركي.
- 2 نوفمبر:  سلمان الشهد، فنان تشكيلي عراقي.
- 3 نوفمبر:  يحيى السعود، محامي وسياسي أردني.
- 3 نوفمبر:  أحمد العراقي، سياسي مغربي شغل منصب سادس رؤساء وزراء بلاده.
- 4 نوفمبر:  لخضر بورقعة، مجاهد وناشط سياسي جزائري.
- 5 نوفمبر:  جلول دكداك، شاعر مغربي.
- 6 نوفمبر:  عثمان مصطفى، فنان سوادني.
- 6 نوفمبر:  تيمور سلجوق، مُلحِّن ومغني تركي.
- 6 نوفمبر:  نورين صديق، قارئ قرآن سوداني.
- 6 نوفمبر:  فريد رمضان، روائي وسينمائي بحريني.
- 7 نوفمبر:  عامر محمد، ممثل كويتي.
- 7 نوفمبر:  مصطفى صفوان، عالم نفس وكاتب ومترجم مصري.
- 7 نوفمبر:  عبد القادر قروج، سياسي ومجاهد جزائري.
- 7 نوفمبر:  ناصر بنجلون التويمي، دبلوماسي وأستاذ جامعي مغربي.
- 8 نوفمبر:  جريس الهامس، مُناضل، وكاتب سوري.
- 8 نوفمبر:  سيمور توبنج، صحفي أمريكي.
- 9 نوفمبر:  عمر الدقاق، أديب وكاتب وناقد وأستاذ جامعي سوري.
- 9 نوفمبر:  صالح بن دردف، كاتب وفنان تشكيلي ليبي.
- 10 نوفمبر:  صائب عريقات، سياسي ودبلوماسي فلسطيني.
- 10 نوفمبر:  أحمد توماني توري، رئيس جمهورية مالي الأسبق.
- 10 نوفمبر:  كامل اللالا، مقرئ ومؤذن أردني.
- 10 نوفمبر:  أمير ياوري، ملاكم إيراني.
- 10 نوفمبر:  حنان البرعصي، محامية وناشطة حقوقية ليبية.
- 10 نوفمبر:  كمال أبو وعر، عسكري وأسير فلسطيني.
- 10 نوفمبر:  محمود ياوري، لاعب ومدرب كرة قدم إيراني.
- 11 نوفمبر:  خليفة بن سلمان بن حمد آل خليفة، شغل منصب أول رئيس وزراء البحرين.
- 12 نوفمبر:  جيري راولينغز، رئيس جمهورية غانا الأسبق.
- 13 نوفمبر:  محند شريف حناشي، لاعب ومدرب كرة قدم جزائري.
- 14 نوفمبر:  طارق ريري، إعلامي ومُخرج تلفزيوني سعودي.
- 14 نوفمبر:  سعيد الكفراوي، كاتب مصري.
- 14 نوفمبر:  حمود البراهيم، رجل أعمال سعودي.
- 15 نوفمبر:  المحجوبي أحرضان، سياسي مغربي.
- 15 نوفمبر:  علي حسن الحلبي، عالم مسلم أُردني.
- 16 نوفمبر:  وليد المعلم، سياسي سوري بارز.
- 18 نوفمبر:  عمر عرتي غالب، رئيس الوزراء السابع للصومال.
- 19 نوفمبر:  محسن الخياط السماوي، شاعر شعبي عراقي.
- 19 نوفمبر:  فايق عزب، مُمثّل مصري.
- 23 نوفمبر:  عبد الرشيد بوكرزازة، سياسي جزائري.
- 23 نوفمبر:  سيدي محمد ولد الشيخ عبد الله، رئيس موريتانيا السابع.
- 23 نوفمبر:  طارق عاكف، مُلحن ومُوزع موسيقي مصري.
- 23 نوفمبر:  محمد الإغاثة، عالم مسلم موريتاني.
- 24 نوفمبر:  محمد تانجا، الرئيس السابع لجمهورية النيجر.
- 25 نوفمبر:  السعيد بوحجة، سياسي جزائري.
- 25 نوفمبر:  دييغو مارادونا، لاعب كرة قدم أرجنتيني.
- 26 نوفمبر:  الصادق المهدي، سياسي ومفكر سوداني.
- 27 نوفمبر:  بابا بوبا ديوب، لاعب كرة قدم سنغالي.

### ديسمبر

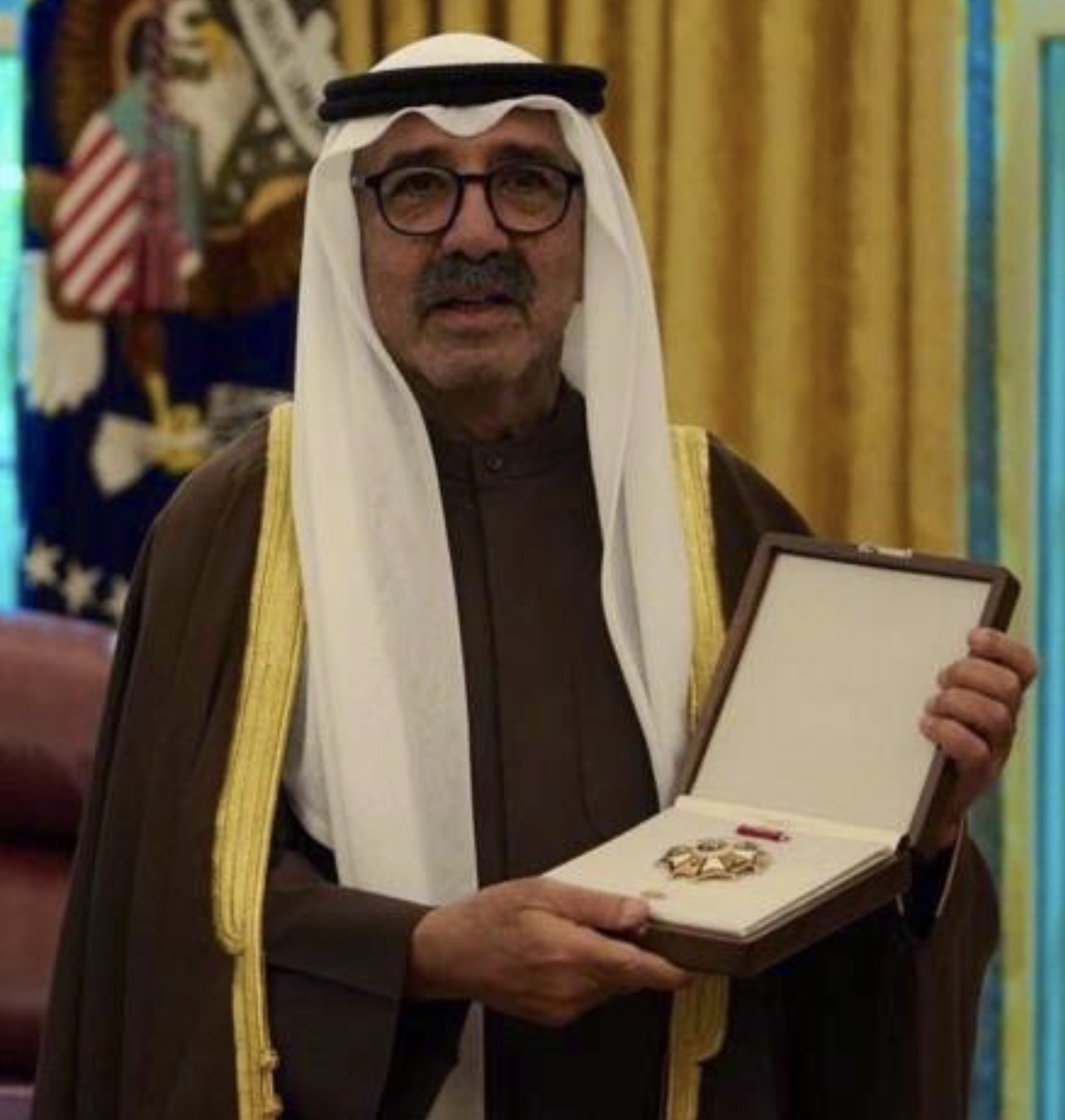
الشيخ ناصر صباح الأحمد الصباح

- 4 ديسمبر:  بسام سابا، موسيقي لبناني.
- 6 ديسمبر:  علاء الدين كوكش، مخرج تلفزيوني سوري.
- 8 ديسمبر:  فائزة جاسم، ممثلة عراقية.
- 9 ديسمبر:  محمد يزدي، عالم شيعي وسياسي إيراني.
- 10 ديسمبر:  طلعت مسلم، ضابط مصري.
- 13 ديسمبر:  حنين القدو، سياسي عراقي.
- 20 ديسمبر:  ناصر صباح الأحمد الصباح، سياسي كويتي.
- 24 ديسمبر:  يوسف أبو صفية، سياسي فلسطيني.
- 29 ديسمبر:  حاتم علي، ممثل وكاتب ومخرج سوري.